# ファイナルファンタジーXIの登場人物
ファイナルファンタジーXIの登場人物（ファイナルファンタジーイレブンのとうじょうじんぶつ）では、スクウェア・エニックスのMMORPG『ファイナルファンタジーXI』に登場する人物について記述する。
担当声優は、ショートプロモーションPV、他作品とのコラボレーションなどでの配役。

## クォン大陸とミンダルシア大陸

### サンドリア王国（The Kingdom of San d'Oria）

#### ドラギーユ王家
デスティン・R・ドラギーユ（Destin R d'Oraguille）
サンドリア王室ドラギーユ家の当主にして、サンドリア王国の26代国家元首。白髭と白髪。種族はエルヴァーン。
国家の礎は国民にあるという信念を持つ。冒険者に対しても威厳を保ち、見下さない態度を取る。家族構成は王妃ローテ、長男トリオン、次男ピエージェ、長女クレーディ。
若い頃はコンフリクトの選手で、本人曰く「勝つことばかり考えておった」。
王太子時代と国王就位後の二度に渡り、暗殺未遂を経験している。
王太子時代（天晶暦851年）には父王が落命し、デスティン自身は負傷しつつも辛うじて難を逃れたため、その父王の不自然な死を慮って自ら「暫定王」と称していた。この嫌疑が晴れたのは、7年後の天晶暦858年9月のことで、国王暗殺計画が露見したことにより、真相が解明されたからである。
これにより、同年11月に盛大な戴冠式がサンドリア大聖堂で行われ、時の教皇により正式に鷲獅子（グリフィン）冠を授かる。正式な即位はこの時。
勇猛なトリトンと思慮深いピエージェのどちらを後継にするかで頭を悩ませている。
トリオン（Trion）
現サンドリア国王デスティンの長男。血気盛んな性格で頭より先に体が動くエルヴァーンの24歳。
サンドリア王国の王位継承権第1位の王太子。三人兄弟の長男。
王立騎士団を自らも陣頭に立って指揮する。性格が反対の弟ピエージェとは言い争いが絶えない。
剣の腕前も王国で一、二を争う程で、自国の剣術大会にて準優勝。
剣術大会で現在の神殿騎士団長であるクリルラと共に剣を学んでいたが、手合わせした際に折れたトリオンの剣がクリルラの片目に刺さり失明させてしまい、それ以来クリルラとは距離を置いている。しかしトリオンは彼女に対し、ライバルや失明させてしまった相手というものとは異なる別の感情を密かに抱いている。
文書や踊りなど学問的、社交的なものは苦手としており、その文章はなかなかの「達筆」ぶりで、ハルヴァー宰相には「キャリオンワームのダンスのような文字で、解読に数日はかかる」と評されている（が、弟のピエージェ王子は解読できる）。また、舞踏会では取材記者に「踊りはバトルダンスに違いない」とコメントを書かれている。
昔アトルガン皇国に留学していた経歴を持ち、ナシュメラ2世とも面識があり、彼女から「トリオン兄さま」と呼ばれるほど慕われていた。
ピエージェ（Pieuje）
サンドリア国王デスティンの次男。種族はエルヴァーン。
サンドリア王国の王位継承権第2位。三人兄弟の次男。摂政の宮とも呼ばれ、神殿騎士団の団長も務める。
兄であるトリオンとは対照的に冷静かつ慎重な行動を取る。
勇猛果敢猪突猛進な兄トリオン王子と比較すると冷静かつ慎重派であり、それが兄王子との不仲を取り沙汰される理由だが、互いに認め合っている。また、ピエージェは自らを王の器ではないと認めている。
兄トリオン王子とクリルラ神殿騎士団長の仲がなかなか進まないのに業を煮やして、ハルヴァー宰相に冒険者に兄の嫁探しと見合いを手配させている。
クレーディ（Claidie）
サンドリア国王デスティンの長女。サンドリア王国の王位継承権第3位。兄2人の仲の悪さに心を痛めている。ロングフレアスカートを着用している（他にはフェレーナ）。
サンドリア国民に広く慕われている。最初は成人していないが、サンドリアミッションを進めると成人の儀を経て成人する事となる。
亡き母ローテ王妃よりサンドリア王国の秘密について何らかの口伝を受けている。

##### 歴代の王
ランフォル・R・ドラギーユ（Lanfeaur R D'Oraguille）
初代国王。在位：天晶歴385年 - 天晶歴421年。
異名は「建国の覇王」「鉄血王」とも。サンドリア王国を建国。
ウィンダス連邦の総督府に仕えるエルヴァーンのガレヤン族の庭師の家に生まれる。幼少時より利発で、府の役人にも可愛がられていた。タルタルの書物を読んで知識を身につけていた。
14歳の時、父親がスパイ容疑で捉えられ処刑。それを機にエルヴァーンのサンドリア族へ亡命。反連邦軍のゲリラとして身を投じるも失敗。その後放浪生活を続け、遠地で竜騎士の技を会得。帰還後はサンドリア族の族長に選ばれ、エルヴァーン族の統一を悲願に活動を続ける。他部族や連邦軍と戦い、相次いで勝利。
天晶暦385年、サンドリア王国を成立させ、自ら王位に就き、王国の礎を築いた。
天晶暦387年にはそれまでエルヴァーン諸族間で異なっていた国内の通貨をノワに統一させた。貨幣鋳造が禁止されたため、深刻な貨幣不足が生じ、これを打開するため、鍛冶師たちを王都にまねき貨幣を作らせ、これがサンドリア鍛冶ギルドの始まり。
天晶暦391年、サンドリア王立騎士団結成。初代団長にフェンブルール・オルデール卿を選出。
天晶暦398年、ウィンダスのサマリリによって魔法がサンドリアにもたらされると、翌年には当時ウィンダス領であったノルバレンに侵攻。大魔元帥ダカルジンカル率いる戦闘魔導団6個師団が護り、ジャビゴゴ砦を陥落させノルバレンを支配下に入れた。
天晶暦403年にはドラギーユ城が完成。
天晶暦420年、7年前にウィンダス連邦と締結した不可侵条約を破棄し、ミンダルシア大陸に侵攻。ソロムグに砦を建設。翌年陣中に没した。
レスヴィエル・R・ドラギーユ1世（Resviel R D'Oraguille）
第2代国王。
異名は「祈望王」。在位：天晶歴421年 - 不明。
ランフォルの三男。国教会の支援により他の兄弟を異端者として幽閉。
424年に大聖堂を造ろうとしたが、423年に王都破壊工作が起きて、424年に神殿騎士団の前身「神殿騎士隊」を設立。
シャラムビール・R・ドラギーユ1世（Chalaimbille R D'Oraguille）
不明。
異名は「豪王」。在位：不明 - 天晶歴538年
503年にファノエ運河を着工を命令した。
レスヴィエル・R・ドラギーユ2世（Resviel R D'Oraguille）
第8代国王。
異名は「農王」。在位：不明 - 天晶歴558年。
内政を重視した王。
アシュファーグ・R・ドラギーユ（Acheufagais R D'Oraguille）
第9代国王。
異名は「戦王」。在位：天晶歴558年 - 天晶歴567年。
レスヴィエル2世の息子。16歳の若さで後継者争いのライバルであった異母兄姉を殺して自ら王位に就く。内政を重視した父王と違い、積極的に対外討伐に乗り出す。バストゥーク侵攻、オーク討伐など、25年の生涯で33もの戦を率いた。「戦王」という二つ名は、敵味方に恐れられたことにより名付けられた。
性格は剛直で快活であり、騎士達や兵士達に愛されたが、貴族達からは逆に評判が悪かったため、25歳の若さで陣没した。
チョコボレースの「ドラギーユ凱旋門賞」を創設したことでも知られている。
設定資料集によれば現南サンドリア東部にある獅子の広場は彼が民のために唯一残したものと伝えられる。
マレリーヌ・R・ドラギーユ（Marelinne R D'Oraguille）
第10代国王。在位：天晶歴568年 - 天晶歴588年。
異名は「旅王」。辺境の備えを整備した。
アシュファーグの従妹。10歳の時、戦王が夭折し諸侯の対立が激化し、内乱となる時に、直系である彼女が浮上し、即位。
その後、後継者争いが発生し、それに嫌気がさした彼女は17歳になると、辺境視察を名目に王都を出立。以降、行方不明になるまで王都には戻らず、王令を発し国政を司った。
580年、タブナジア侯国の侯子フィレディナンと結婚。
586年にアシャク山脈で遭難。捜索がなされるも発見されず、その2年後打ち切られる。辺境を整備した功績は、龍王ランペールに高く称揚され、それによって史家による再評価がされた。
ドルミリック・R・ドラギーユ（Dormillique R D'Oraguille）
第11代国王。在位：天晶歴588年 - 天晶歴641年。
異名は「狩王」。
国際剣闘技大会とバリスタを開催した。茶道が趣味だが、それが災いして600年代に紅茶川事件が発生した。
シャラムビール・R・ドラギーユ2世（Chalaimbille R D'Oraguille）
第12代国王。在位：天晶歴641年 - 不明。
異名は「美食王」。
配下の半熟騎士の美味しい卵探索のため、彫金師にエッグヘルムを作らせた。
ルジーグ・R・ドラギーユ（Raigegue R D'Oraguille）
第14代国王。在位：天晶歴686年 - 不明。
異名は「狼王」。
自らを戦王アシュファーグになぞらえた武闘派の王。
経済活動の興隆により国力を増大するバストゥークに対抗し、王立騎士団の増強に努め、武力を背景とした拡大政策を取る。
バストゥークに侵攻後、首府の目前にまで迫るものの、シュルツの指揮する共和国軍に第二次コンシュタット会戦で大敗。ルジーグ自身はなんとかサンドリアに帰還し、バストゥークの追撃をロンフォールで撃退したが、この戦いで王立騎士団長はじめ多くの戦力を失った。
二年後、戦力を回復させたルジーグはバストゥークへの再侵攻を企図するが、留守中ルジーグの政策に反対する弟のフェレナン公爵が神殿騎士団の支持を得て王都を掌握。ルジーグはバストゥーク攻略を断念しフェレナンを捕らえたが、フェレナンは脱獄しルジーグに対抗して王を名乗る。
以降サンドリアは長きに渡る内戦状態（二王時代）となり、ランペールが統一を果たすまで相争うこととなる。
カンパニエでは亡霊として登場。
ランペール・R・ドラギーユ（Ranpeerre R D'Oraguille）
第24代国王。在位：天晶歴782年 - 天晶歴832年。
生没年：天晶暦739年 - 天晶歴832年。
異名は「龍王」。
約100年もの間続いた二王時代を再統一し、内乱を終わらせた。またドラゴンスレイヤー。
「龍王」という二つ名の由来は、天晶暦829年に王都に黒龍ヴリトラが舞い降りて大いに暴れた（黒龍の大火）事件が起こり、ランペールがその黒龍の住処を探し出して退治したことにちなんだ。現国王であるデスティンはこの時6歳。
グランテュール・R・ドラギーユ（Grantieul R d'Oraguille）
第25代国王。在位：天晶歴832年 - 天晶歴851年。
異名は「刑王」。
デスティン・R・ドラギーユの父親。
宰相ペリデュークと共に改革を進める。刑法を改め王都治安の回復を図るも狩りの最中にオークのドッグヴデッグに斬殺される。

##### ドラギーユ家関係者
フェレナン・R・ドラギーユ（Fellenant R d'Oraguille）
当時のサンドリア国王ルジーグの弟であり、爵位と併せて「フェレナン公爵」として言われている。西サンドリア王国王。
自ら戦陣に赴いたルジーグとは正反対の人物で、国王の版図拡大政策（バストゥーク方面への侵攻）にはかねてより異を唱えていた平和主義者とされる。
バストゥークとの再戦の準備を整えた国王ルジーグが出征した天晶暦693年、フェレナンは神殿騎士団を掌握し突如として王都を占拠する。ルジーグは王立騎士ヴィジャルタール・カフューに王家に伝わる錫を託し王都へと向かわせた。
フェレナンは禅譲を受けず、バストゥークとの休戦条約締結を条件にルジーグに投降する。
フェレナンの意向もあり神殿騎士団はその罪を不問とされたが、自身は牢獄に繋がれることとなった。こうしてサンドリア王国を揺るがした反乱はきわめて迅速に鎮圧されたが、投獄からおよそ3年後、フェレナンは突如として脱獄し行方をくらます。
天晶暦702年、再び世に現れ王を僭称する。西サンドリアを建国し、以後サンドリアは100年に渡り分裂状態、「二王時代」に突入する。
ローテ王妃（Leaute）
サンドリア王国の現国王であるデスティンの王妃。タブナジア侯国の侯女であり、絶世の美女と言われた。
天晶暦853年、デスティン国王と結婚。トリオン王子、ピエージェ王子、クレーディ王女の三子をもうけたが、869年に死去。

#### 過去のサンドリア関係者
ヴォルダイン・ミスタル（Volledyne Mistalle）
第24代ランペールの時代に白魔道士として神殿騎士団に属し、後に伯爵となり「ヴォルダイン・M・ミスタル（Volledyne M Mistalle）」となる。
天晶暦816年、東サンドリアの残党3000人がノルバレンにて蜂起、独立国家樹立を宣言で、後に三月王国事件と呼ばれる事件が発生し、治安問題のため王都を離れることができないランペールは王立騎士団長エルパラシオンとヴォルダインの二人に反乱の鎮圧を命じ、三ヶ月でこの反乱を鎮めることに成功し、ヴォルダインはこの功績を評価されて伯爵の爵位を賜った。
一方のエルパラシオンはその後、帰途にて突然姿を消した。
彼と同じ「ミスタル」の名を持つフランマージュやルーヴランスは彼の子孫に当たる。
エルパラシオン・B・シャノア（Erpalacion B Chanoix）
第24代サンドリア王ランペールであった時代の王立騎士団団長。サンドリア王国の英雄の一人とされている。
生没年：天晶暦768年 - 天晶歴816年。
幼い頃からサンドリアのために尽くし、流派として廃れつつあった竜騎士の老将を師とし、その武の才能を発揮。次々と技を習得し、わずか16歳で奥義「竜剣」を伝授されて免許皆伝を得た。当時唯一竜騎士の流派を継ぐ者としてランペール王に仕る。
天晶暦786年のエルシモ海戦の大戦果をきっかけに、史上最年少の王立騎士団長に抜擢される。王に忠義を尽くし数々の戦功を立てるなどしてサンドリア再統一に尽力し、ランペール王からの深い信頼を得る。
しかし、天晶暦816年の内乱平定後、王の命令により「戦略的に意味が無い」と評される遠征の参加が決定。その帰路にて行方不明となり（サンドリアを含む「中の国」における）竜騎士の流派はここで一度潰えたとされる。そのことから、「ラストドラグーン」とも呼ばれる。
フランマージュ・M・ミスタル
プロマシアミッション等に登場するルーヴランスの祖父にあたる人物。
サンドリア王国の王立騎士（当時）であり、30年前の北の地の調査団の参加者の一人。彼の表向きの任務は北の地での三国合同調査とされていたが、他国から派遣されてきた者達を監視するのが真の目的。
性格、立ち振る舞いは、国家への忠誠心は篤いが、他国の者を見下す物言いが多い。
帰国後、夜更けにボストーニュ監獄を散策していた所を、他の調査団員と同様に謎の死を遂げる。
アルフォニミル・M・オルシャー（Alphonimile M Aurchiat）
南サンドリア〔S〕のクエスト「少年たちの贈り物」に登場するエルヴァーン男性。
ランスを装備している。
先代のオルシャー家当主にして王国大騎士。爵位は伯爵。
現在はバリスタ監督として、水晶大戦時は少年騎士団長としてその名を知られているエグセニミル・M・オルシャー卿の実父。
アルテニア（Altennia）
南サンドリア〔S〕の連続クエスト、「少年たちの贈り物」「オーク軍団掃討作戦」「巨人偵察作戦II（ツー）」「ちいさな勝利、ひとつの決意」に登場するエルヴァーン女性。
水晶大戦当時は王立騎士団の騎士隊の一つ、紅燕隊所属の従騎士。
トレルザーペ・B・オルデール（Torresapet B Ordelle）
サンドリア王国の著名な冒険家。
種族はエルヴァーン。
生没年：天晶暦733年 - 天晶歴768年。没年齢35歳。
天晶歴755年、彼の行動力と博識に目をつけた時の国王から、視察官として任命される。
天晶歴759年、グィンハム卿と出会い、意気投合。以降、自他ともに認めるライバルとしての付き合いが始まる。また、グィンハム卿の影響を受け、遺跡や地底の地図の作製をするようになる。
天晶歴768年にラテーヌ高原にある巨大な鍾乳洞をくまなく調査し、地図を作製。直後に病に倒れ、再び起き上がること無く死去。この鍾乳洞が、後のオルデール鍾乳洞と呼んでいる洞窟。
ヴィジャルタール・カフュー（Vijartal Caphieux）
サンドリア王国の屈指の勇者として語り継がれている歴史上の人物。
第二次コンシュタット会戦にも従軍している。その戦闘で父を、その後ロンフォールで行われたと思われる国土防衛戦で兄を失い、バストゥークに対して憎悪を抱いていた。その後フェレナン公爵が王都を占拠、ルジーク王から禅譲の証として王錫をフェレナン公爵に贈るよう命を受ける。

#### 他のサンドリア王国関係者
ハルヴァー・M・ボーレル
サンドリア王国宰相。国王の代理として王国の政務を司る人物。普段はドラギーユ城王宮謁見の間の前にいる。
他国民に冷たく、自国民に暖かいエルヴァーンの51歳。
嫁き遅れの妹が1人いる。
チョコボレースにピエージェが育てたチョコボの騎手として出場。
ラーアル・S・ルブラール（Rahal S Lebrart）
サンドリア王立騎士団団長で子爵。エルヴァーン。
幼少時のトリオン王子の守役を務めていた。
騎士団長であると共に、悪しき印を持つ竜を封印・抹殺するドラゴンスレイヤーでもある。
親友であるシラヌスの持つ竜に悪しき印が浮かんだため封印を施し、シラヌス自身も地下牢に幽閉した。
クリルラ・V・メクリュ（Curilla V Mecru）
サンドリア神殿騎士団の団長。司祭階級。エルヴァーンの25歳。
隻眼の女剣士。
左目を失明しているが、これは過去に剣術大会でトリオン王子と手合わせした際、勝利と引き換えに負った傷である。現在も時々傷が痛むとのこと。
信心が篤いが、サンドリア大聖堂は苦手な模様。
ルーヴランス（Louverance）
ルーヴランスと名乗る人物は二人おり、1人は青いマスクを着用し、もう1人は赤いマスクを着用している。本物（青）であるが、プロマシアミッションに深く係わってくるのは、偽者（赤）の方。偽者（赤）はプロマシアミッションにおいて冒険者と共に様々な地へと赴く事になる。
なお、2人より以前の「ミスタル家」と「レヴメル家」の両家当主は当時不仲であり、かつて30年前の調査団に参加したフランマージュ・M・ミスタルがボストーニュ監獄で謎の死を遂げた事についての意見で対立し、決闘をする事となった。
だが、決闘はサンドリアにおいて硬く禁じられた行為であり、事が王家に発覚したことにより両家は爵位を失う事となる。
ルーヴランス・ミスタル
本物（青）のルーヴランス。元神殿騎士団員で、冒険者になった今でも祖国サンドリアの平和を憂いており、独自に獣人の調査をしている。
家柄は「ミスタル家」 セルビナ育ちで、かつては王立騎士団にも所属していた。基本的には冷静かつ紳士的だが、いざという時に直情的になりやすい。武勇を打ちたてミスタル家の汚名を返上し爵位を取り戻そうと各地を奔走する。プロマシアミッションのエピローグでは、既に終わっている（とは知らずに）戦いに対しての意気込みを見せている。
本物（青）は「冒険者の日記」の執筆者で「ウルガラン越え」や「瑠璃色の川」「迎え火」などのごく一部のクエスト・ミッションにしか登場しない。
家系はフランマージュ・M・ミスタルは祖父。父はレゼルビュー・M・ミスタル、母はレフィーヌ。ミスタル家はレゼルビューの代に伯爵位を剥奪された為、正確には本物のフルネームは「M」が取れて「ルーヴランス・ミスタル」である。
偽者のルーヴランス（赤）
「レヴメル家」の出身、その正体はアタルフォーネ盗賊団の首魁アタルフォーネである。深慮深く大局を見て行動できるタイプだが、その胸には大いなる野心があり、プロマシアミッション中でも何かを策略している所がある。
バラシエル（Balasiel）
南サンドリアの猟犬横町の奥の通路に佇んでいるエルヴァーンの老人。
元々は王立騎士団の騎士任命試験官であり、ラーアルを現在の王立騎士団団長に任命したのも彼。その立場から、サンドリア王国及び騎士団の過去を知っている。
現在は、冒険者の中でナイトに相応しい人材を見つけ出すため、彼らに試練を与えている。
エグセニミル・M・オルシャー（Excenmille M Aurchiat）
生年：天晶暦852年 -
サンドリア王国の英雄の一人でバリスタ監督。
ノルバレン北部に広大な領地を有する名門オルシャー家の現当主であり、騎士。クリスタル戦争が始まると父であるアルフォニミル・M・オルシャーについて従軍。
少年ながら初陣を勝利で飾るも、ザルカバード会戦で父を失う。戦場でオルシャー家当主の地位を受け継ぎ、そのまま転戦。
クリスタル戦争終了後も王都に戻らず獣人軍討伐に乗り出し、この討伐は、遥か北方に位置するオーク帝国までの大遠征となった。帰国後、サンドリア国民や王国騎士団が他国のものと馴れ合っているのを見て、トリオン王子に「コンフリクトを復活させよ!」と進言。自らも再開に尽力した。
水晶大戦当時のサンドリア少年騎士団団長であり、『アルタナの神兵』プロモーションムービーで登場した少年騎士その人である。両手槍を得物とする現代の彼とは異なり、当時はスコフニュングと同一グラフィックの両手剣を帯びている。
エグゾロッシュ（Exoroche）
南サンドリアのNPC。エルヴァーン男性。
サンドリア王国王立騎士団・エグゾロッシュ分団の分団長だが、現在は体調不良を理由に欠勤中。
息子は、北サンドリアの閲兵場の噴水前にいるアイルベーシュ（Ailbeche）。
欠勤中にもかかわらず南サンドリアの武器屋「刀剣のエルボール」に入り浸っている。なお、初めて「刀剣のエルボール」の店主ヒナリーに話しかけた時に、エグゾロッシュにかかるイベントシーンが見られる。
ヒナリー（Hinaree）
NPCの一人。南サンドリアの西端にある豪邸カッファル伯爵邸に住んでいるエルヴァーンの老婦人。
夫カッファル伯爵亡き後、一人で邸宅を切り盛りしている。
ノヴァルモージュ（Novalmauge）
NPCの一人で、ボストーニュ監獄の番人を務めるエルヴァーンの男性。
過去に毒を盛られたことで、日光に晒されると皮膚が火傷を負ってしまう病にかかり、陽の下に出ることはなく、常に暗い地下牢を徘徊している。
症状を治すために様々な解毒剤を研究する内に、毒に関する深い知識を得たという。また、両手鎌のEVWS修得クエスト「囚われの魂たち」のオファーは、彼から受けることになる。
シャマンド・P・グラーシュ（Shamonde P Grauche）
サンドリア国教会の現教皇。
サンドリア国教会の教皇として、下は平民から上は王室に至るまで広く尊敬を集めている。
また、ピエージェ王子の信任が厚い。聖剣に対し、異常な程の執着を見せている。
バルデロト（Valderotaux）
南サンドリアの獅子の広場にある居酒屋「獅子の泉」の店主。エルヴァーンの男性で、白髪の老人。
元々はサンドリアの神殿騎士団に所属していた騎士で、引退後に居酒屋を始めた。そのせいもあって、彼が営む居酒屋の方針は「戦場にある騎士を偲ぶ」という。店で出している料理も、精進料理と質素な飲み物などに限っている。
また、獅子の泉で働くカタリーナの話では、過去に起こった「ノルバレン防衛戦」の英雄として名を馳せた騎士。元神殿騎士の彼が開いた酒場には、王国や教会の内部事情に精通した客も足を運んでいるようで、赤魔道士のAFクエストではそのような客との会話をきっかけとしてストーリーが進む。

### バストゥーク共和国（The Republic of Bastok）

#### 現在のバストゥーク関係者
カルスト（Karst）
バストゥーク共和国の大統領。天晶882年に就任。種族はヒューム。コーネリアの父親。
火事からの復興やツェールン鉱山の開発などで実績を上げ、シド工房長からの推薦を受けて大統領に就任。感情を表に出さず、私情と公務を分けて考える実利主義者。
言うことが厳しいが、言葉の背後に思いやりや優しさが籠っていたりする。
冒険者の時代（今の時代）に入ってから、コンクェスト政策の一環としてザルクヘイム地方の奪取を円滑にすべく、北グスタベルグのガードポイントをコンシュタット高地付近へと移動する命を出した。その命令は設定のみならず実際にゲーム中にも反映され、古参のバストゥーク所属冒険者達には大統領の宣誓パッチとして語り継がれている。
シド（Cid）
バストゥーク共和国にある大工房の工房長。天賦の技師とも呼ばれる。また共和国の英雄の一人としても上げられている。種族はヒューム。天晶暦833年生まれ。
大工房内に構えた研究室で日夜研究に勤しんでおり、職人達の信頼も厚い。
飛空艇の船体の設計にも携わっており、その事などの経緯からプロマシアを巡る一連の出来事の際には、シドが独自で建造した飛空艇を使う場面がある。
現大統領のカルストを推挙した人物であり、その事から、技術者ではあるが共和国内で隠然たる権力と影響力を有する人物である事がわかる。
ルシウス（Lucius）
共和国大統領補佐官。種族はヒューム。
カルストの腹心であり、内政業務を担当している。上司の信任は厚く、部下からの尊敬も集める。物腰は柔らかく、気さくな人物。
仕事の傍ら魔法に関する研究を行い、その功績はシドがお墨付きを与えるほど。
工業国のバストゥークにおいて、魔法技術や魔道士の存在が認可されているのも、クリスタルラインの研究成果をサンドリアと共有し、新しい魔法の開発に成功できたのも、ひとえに彼の尽力の賜物とされている。
ガルカの要求やクゥダフの抵抗に理解を示したり、私腹を肥やす大臣に釘を刺したりと、物腰が柔らかい割には共和国の将来を常に気遣っている。
コーネリア（Cornelia）
カルスト バストゥーク共和国大統領の娘。種族はヒューム。
ヒュームとガルカが対立するバストゥークの現状を案じ、自分の力で状況を打破しようと自宅を抜け出しては鉱山区にあるガルカの居住地域に足繁く通っており、特にグンパとは親しくしている。
本人は素性を隠して行動している積もりなのだが、バストゥークミッションを進めて行くとそれらが判明していく。
物事を為す際にその手段や動機に正当性を求めるタイプの人間で、成果第一主義の父親とは対立が絶えない。コーネリアという名は同名の故人にちなんで、他界した母親が名づけたもの。
アズィマ（Azima）
詳しくは#アルタナ連合軍ゲストを参照。
ブリジット（Brygid）
自称・バストゥークのファッションリーダー。バストゥーク商業区に佇むヒュームの少女。
バストゥーク商業区の片隅で「ブリジッドのファッションチェック」というファッションチェックを行っている。2度目のブリジッドのファッションチェックにおいて、猫も杓子もAFという風潮に対して、異議を唱える姿を見ることができる。
アロイス・ミュラー
バストゥーク共和国の工務省大臣。実質上、バストゥークのNo.2。
バストゥークの腐敗を象徴する人物。バストゥークミッションにおいて冒険者に公務と称して自分の美食趣味のためのアイテムを取ってこさせたり、仕官希望の忍者を騙してこき使ったりとその傍若無人のほどは国内でも問題視されているが、「世間知らずの大統領に代わって自分が国を支えている」とまで公言している。
デーゲンハルト（Degenhard）
バストゥーク商業区にいるヒューム老人。
冒険者とは、クエスト骨のある生活で関わることとなる。
ジュノ大公国のル・ルデの庭にいるマートとも旧知の仲であり、数十年前は同じ道場で稽古に励んでいたとか。青年時代、良きライバルとして、同じ夢を追い、苦楽を分かち合った、かけがえのない存在でもあるという。

#### 歴代の大統領
マイヤー（Mayer）
バストゥーク共和国初代大統領。
生没年：不明 - 天晶歴503年（在任：天晶歴494年 - 天晶歴503年）。
近東の地に生まれる。
少年の頃ゴールドラッシュに憧れ、密航してクォン大陸にやってきた。
その後グスゲン鉱山ではよく働き、周囲の人間にも可愛がられ、認められ、「鉄腕マイヤー」とあだ名されるほどの立派な体躯の青年へと成長。
鉱山労働者とサンドリア王国との争いの絶えず、王国騎士が鉱山を襲撃した際に妻を殺されてしまった。以降、友人のガルカ族のダルハと共に遊撃隊を組織。サンドリア各地で抵抗運動を広げた。
487年、サンドリア王国軍をバストゥーク渓谷に誘い出し、勝利を収める。
494年、ついにバストゥーク共和国の建国を宣言。終身大統領に選出されると、国家の基礎を築き上げていった。
503年、ガルカの青年に暗殺された。
プリーン（Prien）
バストゥーク共和国の元大統領（第68代大統領）。
生没年：天晶暦822年 - 天晶歴880年（在任：天晶歴862年 - 天晶歴865年）。種族はヒューム男性。
元・工務省職員。大統領就任前は一介の私塾を経営する教師。
政権を執ったのは4年間と短かったが、この天晶暦862年 - 天晶歴864年にクリスタル戦争が勃発しており、プリーンは大戦時のバストゥークの指導者として歴史にその名を残している。
天晶暦861年、闇の王率いる獣人連合軍により人間諸国への事実上の宣戦布告が行われて、大統領就任直後のプリーンは、直ちにこれに対する非難声明を発し、共和国軍を戦時体制へと移行させた。
プリーンはジュノ大公カムラナートの呼びかけに応じ、サンドリア国王デスティン・ウィンダス指導者星の神子とル・ルデの庭にて会談を行い、アルタナ連合軍を結成。これが人間側の反転攻勢のきっかけとなり、クリスタル戦争のゆくえを決めることとなった。
大戦終結後、もとよりの政策主眼であった教育改革政策を推し進めるも貧困層の怒りを買い、鉄片追放により失脚。

#### 過去のバストゥーク関係者
グンサー・シュルツ（Gunther Schultz）
バストゥーク共和国の英雄の一人。
生没年：天晶暦664年 - 天晶歴701年。
元第二共和軍団参謀長。
画家を志すも生計が立てられず、戦争画家として従軍。その時に描いた敵の行軍予想図がことごとく的中し、参謀部がスカウト。以後、クゥダフ討伐やガルカ傭兵の乱、バルクルム紛争などを勝利に導き、名声を得る。第二次コンシュタット会戦では、包囲戦で共和軍団を勝利に導いた。
その神算鬼謀のバックボーンにあったとされるのが、戦術魔法大典「グリモア」で、ウィンダス連邦のかつての大魔元帥ルンゴナンゴの遺した魔道書に由来する。魔法と用兵術を組み合わせた軍学書とも言うべき書物で、シュルツはこれを収集、ときに独自の注釈を加え、現実の戦争に適用できる形へと纏め上げた。
その研究はシュルツ流軍学として後進に受け継がれ、ヴァナ・ディールに多くの軍学者を生んだ。これら学者の知略がクリスタル戦争においてアルタナ諸国の勝利に大きく貢献することになるが、グリモアは肥大化し、戦術書や魔道書の枠を超えた百科事典的なものとなり、膨大な情報量と物理的サイズゆえ用いるのに一苦労する羽目になる問題点も現れた。
シュルツの戦略論を執筆後、惜しまれつつ退役。
ウルブレヒト（Ulbrecht）
NPCのひとり。ヒュームの男。
シュルツ流軍学者で、水晶大戦時代におけるバストゥーク共和国軍の参謀長の立場にあり、ジョブ「学者」関係のクエストでは傭兵となった冒険者とも関わることとなる。
最初は冒険者の熱意や態度あるいは好奇心を表面的には認めつつ、その後それらだけでは学者になれないと無下に断ろうとした。その言葉をシュルツ流軍学の鉄則に反すると同じ軍学者のアーリーンに窘められると、今度は必要なベラムを要求し、返答も待たず去っていった。
ヴェルナー（Werner）
20年前のバストゥーク共和国の軍務大臣。
天晶歴862年10月の肌寒い夜、当時のバストゥーク共和国の大統領であったプリーンとの会談を終えた後の帰宅途中に何者かに暗殺される。
鋭利な刃物で、何度も執拗に刺された痕が胸にみつかったことから当初は怨恨殺人の線で捜査を進められていたがサンドリアからきていた駐在武官の進言によってまったくの別の殺人像が浮かび上がる。それはトンベリで、武官によれば開戦前よりサンドリアでは闇の王が放ったと思われるトンベリによって主戦派と目される騎士が何人も暗殺されており、その傷口は全く同じものだった。
その駐在武人の奇妙な話があり、要人暗殺の嵐、大統領プリーン暗殺未遂事件の発生に至り、実証されることになったという。
『アルタナの神兵』では、冒険者が20年前の時代に遡りバストゥークのクエスト「静かなる警鐘」の末端でヴェルナー暗殺の出来事を目の当たりにする。
ヨミ（Yomi）
故人。
アヤメとカエデの母親である。
20年前にノーグの海賊船で活躍した伝説の忍者で、その腕前は当時の頭領と同格かそれ以上とまで言われていた。
エンセツの子（アヤメ）を身ごもったことで、忍者を辞めた。

#### ガルカ族
ラオグリム（Raogrimm）
声 - 若本規夫（アテレコPV）
ガルカ族の語り部。故人。ガルカ。元ミスリル銃士隊隊長で、銃士隊一の剣士。
聡明かつ理性的な人柄であり、獣人と人間との紛争に関しても疑問を抱いていた。
30年前、三国合同で行われた北の地の調査に赴き、調査中にモンスターに襲われ、コーネリアと共にクレバスに転落、消息を絶つ。その後、残りの調査隊メンバーで探索するも発見できず、記録上は「死亡」と扱われている。
しかし、この時ラオグリムはクリスタルに接触して、この接触によりガルカ族の持つ罪である憎悪を増幅させた。
10年後、獣人血盟軍の盟主である闇の王となってヴァナ・ディールに舞い戻る事となる。闇の王となったラオグリムは、獣人血盟軍を率いて人間の国々に侵攻するも、水晶大戦最後の戦いであるザルカバード会戦において、ザイドによって討たれる事となる。この時、デュナミスに囚われたラオグリムの魂から、無限の憎悪を放出する影デュナミスロードが生み落とされ、ディアボロスの作った夢の世界デュナミスが変質する事となる。
水晶大戦より20年後、再び闇の王として復活するも、冒険者によって再び倒される事となる。そして倒された後、エルドナーシュによりその首が持ちさられ、その首に残されていた力を神の扉を開き真世界を実現する為に利用される事となる。
デュナミスに囚われたラオグリムの魂は、不思議な砂時計の力を借り、デュナミスへと赴いた冒険者たちによってデュナミスロードが倒される事で解き放たれるも、デュナミスの支配者の意思に抵抗する為、かつての仲間と共に戦い続ける事となる。
ウェライ（Werei）
齢200歳を越える最長老ガルカ。
人望を集めていた語り部ラオグリムが消息を絶った後、新しい語り部が出現しなかったために長くガルカの精神的支柱であった。剣の腕も一流で、アイアンイーターもウェライに師事している。
転生の時が来たことを悟り、バストゥークから姿を消したが、支柱の一つを失ったガルカ族は少なからず動揺する。
現在は回想シーンの中にのみ姿を見せるキャラクターだが、実はサービス開始当初はバストゥーク鉱山区にNPCとして配置されていた。しかし、彼の転生に関するエピソードが追加された際に消えた。
グンパ（Gumbah）
種族はガルカ族。子供。コーネリアとも親しいようである。
バストゥーク鉱山区に住んでいる。一緒に住んでいたガルカの長老ウェライの失踪には、動揺している。
ガルカは長命なため、20歳という年齢でも、子供扱いであるが、博識であり、バベンの150年前の昔話を知っている。
彼こそが実は現在の語り部である。しかし、自由をこよなく愛する彼は語り部であることを告白することで周囲の期待や尊敬を集めることを何よりも嫌い隠していた。
だが、心の拠り所を失った仲間達の抱える悲しみや怒りを知って現状のガルカ族を憂い、ついに自らの正体を明かすこととなる。
そして今のガルカ族を縛る語り部信仰を捨て、新たな生き方を模索することを提示する。
なお、彼の親友であり、また保護者でもあったウェライはすでに彼が語り部として転生していたことに気づいていた。
オグビィ（Oggbi）
バストゥーク港区の宿屋「蒸気の羊亭」で酒を飲んでいる老ガルカ。
実は、東方武術とサンドリア修道僧の武道を融合させてモンクの拳に発展の道を示した大拳法家。
30年前のミスリル銃士隊員コーネリアや、現在第一線の冒険家として活躍するダルザックの師でもある。モンクAF関連クエストの関係者でもある。
ドライ・ボーン（Dry Bone）
バストゥーク鉱山区で冒険者の道案内をしているNPC。種族はガルカ。
Dry Boneは「干からびた骨」といった意味であるが、屈強な体躯に分厚いプレートメイル姿をしている。
バベン（Babenn）
バストゥーク鉱山区に住むガルカの老人。
150年前のパルブロ鉱山の開拓を、ヒュームと共にしていた唯一のガルカ。
ライバート（Raibaht）
バストゥーク大工房の工房長シドの助手を務めているガルカの青年。
シドのことを尊敬しており、またシドも彼を信頼している。ライバートがシドの助手となったのは、15年前に起こったパルブロ鉱山の事故で親友を失ったことに関係している。

#### ミスリル銃士隊
フォルカー（Volker）
バストゥーク共和国ミスリル銃士隊のNo.1で、隊長を務める人物。種族はヒューム。
叔父ウルリッヒに由来する後ろめたさから努力を積み、今の地位を得て、20年前の水晶大戦期最後の決戦「ザルカバード会戦」において、闇の王を討ち取ったとされている英雄だが、実際はザイドが討ち取っている。
バストゥークミッション9-2「双刃の邂逅」では、彼と共にザイドと戦うこととなる。フォルカー自身は、「ザイドこそ真の隊長に相応しいのでは?」 との葛藤を抱えていたが、冒険者と共にザイドを打ち倒す事で、自身の想いと共に、その葛藤を払拭する。
ザイド（Zeid）
声 - 玄田哲章（アテレコPV）
ミスリル銃士隊隊員のNo.2であり、銃士隊唯一にして最強の暗黒騎士。種族はガルカ。
現在は銃士隊の任から外れ、独り歴史の裏に暗躍する闇の眷族を追う。
ヒュームに名付けられた通り名「ウォークラウド」を嫌い、本名で通している。
クリスタル戦争時に闇の王を討ち取った人物であるが、ヒューム側の都合で公式にはその事実は伏せられている。
ヒュームとガルカの確執、そして歴史の暗部に潜む不穏な動きの狭間で世界の危機と対峙して行く。
彼の鎧は名匠ゲーヴィッツの手に依る物。
バストゥークミッション9-2「双刃の邂逅」において、かつて自分が討ち取った闇の王の居城であったズヴァール城にて、フォルカーと冒険者を待ちうける。
アイアンイーター（Iron Eater）
現ミスリル銃士隊のNo.3にして副隊長。種族はガルカ。
名前が「鉄を食らう者」という凄い意味だが、これはあくまでヒュームがつけた通り名で、彼も本名はパグダコなのだが、本人自身はどちらの呼び名であろうと意に介していない。
ラオグリムに憧れ、ウェライを師事し剣術を習っていたが、ウェライに両手斧という新たな道を示され、それ以後は両手斧を扱うようになる。
職務には忠実で生真面目な典型的職業軍人だが、人や物事の本質を見つめることが出来て、何をなすべきかを見極めて動ける人物である。バストゥーク社会において、ヒュームとガルカの板挟みになり、悩んでいる。
アヤメ（Ayame）
バストゥーク共和国ミスリル銃士隊No.4にして紅一点。種族はヒュームで、20歳。
ナジと共に最年少で銃士隊に入隊したエリートであり、ミスリル銃士隊唯一の侍。
ノーグで修行していた過去があり、ノーグ海賊の首領であるギルガメッシュとも幼児期から家族ぐるみで面識がある。
性格は沈着冷静、感情が表に出ないタイプで、同期のナジに比べて子供っぽい面も無く落ち着いた物腰をしている。その最年少ながらも大人びた面を評価されてか、ナジより重要な仕事を任される事が多い。
パルブロ鉱山にてドラゴンと対峙するが、不意を突かれてあっさり倒される。また、アトルガン皇国にも訪れている。また、その事でナジに嫉妬されているが、本人は柳の如く受け流している。
バストゥーク港の実家には、父エンセツと妹のカエデがいるが、彼女自身は公務のためあまり在宅していない様子。
ナジ（Naji）
バストゥーク共和国ミスリル銃士隊の一員。同隊員のアヤメと同じく、最年少でミスリル銃士隊に入隊したエリート。
ゲーム内での扱いは極めて地味で大統領府前の右側に立っており、門番も含め雑務全般が主な仕事となっている様子。マート曰く「バストゥークを代表する門番」。
意気込みはあるものの、口ぶりに見られる軽さも含め気合だけが空回りしている。
彼の父親であり冒険者であったヤシンは、当時のミスリル銃士隊のラオグリムに銃士隊に誘われたが、申し出を拒否している。
そのラオグリムを父のように慕い育ったアイアンイーターに誘われ入隊した。なお同期のアヤメとは表面的に犬猿の仲を装っているが内心では彼女の複雑な立場について心配を寄せる一面がある。
コーネリア（Cornelia）
オグビィの弟子で故人。ミスリル銃士隊員。銃士のヒューム。
兄の仇を討つ為、オグビィに無理矢理弟子入りするなど強引な性格だったが、ラオグリムと出会い、身分や種族、貧富の差に捕らわれない寛大な性格へと変わっていった。
30年前、3国合同の北方調査隊に参加したが、調査中にラオグリムと共に消息を絶つデュナミスを巡る物語にも登場し、闇の王（ラオグリム）の憎悪を無制限に解き放ち続けた結果生み出されたデュナミスロードが冒険者たちに倒された後、デュナミスの絶対的な意思に抵抗しようとするラオグリムに付き従う事を選ぶ。
ウルリヒ（Ulrich）
先々代ミスリル銃士隊の隊長でありフォルカーの叔父。故人。
種族はヒューム。
30年前、三国合同で行われた北の地への調査に赴いた一人。
種族差別主義者であった故に、ラオグリムとはソリが合わなかった。
北の地の調査でラオグリムが獣人の襲撃に拠る事故で行方不明（事実上死亡の扱い）になったため、代わりとして銃士隊の隊長に任命されるが、ガルカには嫌悪されていた。後に謎めいた不慮の死を遂げる。

#### 黄金騎士隊
フリーゼ（Friese）
バストゥーク共和国黄金銃士隊の初代隊長。
生没年：天晶暦657年 - 天晶歴698年。
貧家に生まれたため、幼くしてガルカの鍛冶職人の徒弟になる。19歳の時に設計した歯車が工務省高官の目に留まり、風車群の設計に参画。その時に見聞したクゥダフ族の情報を持って鉱務省に接近。大臣の知己になり、当時省内で編成中だった黄金銃士隊の隊長に大抜擢される。
天晶歴664年にパルブロ山に有望なミスリル鉱脈を発見すると、彼女の指揮により同山にいたクゥダフ族を当時の新型火薬「踊る火」によって滅ぼした。
バストゥークにミスリル景気をもたらしたフリーゼと黄金銃士隊の名声は共和国において並ぶ者がないほど高まったが、大統領の命を受けたミスリル銃士隊の諜報活動により黄金銃士隊への摘発を招いた。フリーゼ自身こそ不起訴となったが、多くの黄金銃士が処刑され、銃士隊の戦力は大幅に減った。
天晶歴691年、フリーゼはプライドを捨て巨人族の傭兵までも使って第二次コンシュタット会戦に参戦。一時停戦を結び油断した相手を背後から攻撃し、共和国に勝利をもたらすと同時に汚名返上を果たす。
天晶歴698年、パルブロ鉱山で落盤事故に巻き込まれて命を落とす。
二つ名の「梟雄」とは、英雄的資質を持ちながらも残虐な人をさす。

### ウィンダス連邦（The Federation of Windurst）

#### 現在の星の神子関係者
星の神子（Star Sibyl）
種族はタルタル。ウィンダス連邦を統治する最高指導者。
現在の星の神子の本名は不明。
アジドマルジドやミスラ達がヤグード討伐の姿勢を打ち出しているのに対して、あくまで戦争を回避しようとしており、弱腰外交と批判されることもある。そうした外交の影には、戦後から抱え込む彼女自身しか知らない秘密が隠されている。
セミ・ラフィーナ（Semih Lafihna）
ウィンダス連邦の最高権力者星の神子を護衛する守護戦士のリーダー。種族はミスラ。
優秀な弓の使い手であり、ドラゴンミッションの対ドラゴン戦デモ（バルガの舞台）では召喚されたドラゴンを全くたじろぐ事なく一蹴する。その能力からミスラの次期族長候補との呼び声も高いが、タルタルの社会の中で生きる彼女を快く思わない者も少なからずいる。
親はミスラ族族長ペリィ・ヴァシャイ。20年前に母親の罪を背負ったシウ・ベフラティという少女に同情したペリィは、罪狩りのミスラスカリーGにシウは衰弱死したと嘘を言って、シウを逃がすことを決意する。シウを助けるためにはミスラの身の証「双子石のピアス」を別の物とすり替える必要があったため、ペリィは自身の「双子石のピアス」とシウのものをすり替えた。しかしそれは対となるピアスを持つ自分の娘との絶縁を意味するものであり、シウを逃がした後、ペリィは自分の娘は死んだものとした。
その後、セミは孤児として天の塔に預けられて現在に至る。
ズババ（Zubaba）
ウィンダスの星の神子に仕える侍女の長にして老女。種族はタルタル。
天の塔の最古参であることから「天の塔の主」とも呼ばれ、星の神子が幼少の頃から侍女長を務めてきた。
星の神子には絶対的な忠誠心を持っており、如何なるときでも彼女を案じている。
クピピ（Kupipi）
ウィンダスに在籍する多数の冒険者とガード全員の顔と名前を記憶している。
ロランベリーが好物。魔封門の札取得クエストでは、お土産として渡すと涙を流して喜ぶほか、限界クエスト4「天かける雲のごとく」では“ロランベリーに目が無い女”とまで言われている。
語尾に「〜なの」をつける独特のしゃべり方をし、毒舌家。『ヴァナ・ディール トリビューン』Vol.24 2004年4月30日号では、ウィンダス好感度ランキングで3位に入選している。1位はシャントット、2位はアジドマルジドであった。
ホノイゴモイ（Honoi-Gomoi）
NPCの一人で、ウィンダス水の区に居を構える「想像を絶する」金持ちのタルタル。先祖に「渦の魔道士」と呼ばれているガラズホレイズがいる。

#### 歴代の星の神子
リミララ（Rimilala）
初代星の神子。生没年：不明 - 天晶歴253年（在位：天晶歴219年 - 天晶歴253年）。
天晶歴219年、ウィンダス周辺に点在する魔法塔に迷い込み、そこで天啓を受け「魔法」を会得したといわれている。
それ以降、リミララは「星の神子」と崇められ、タルタル族の長であり精神的支柱となった。
翌天晶歴220年には、「約束の地」で暴れていた獣を、満月の泉に見いだして、これを鎮めた。
また、『神々の書』も彼女が書いたとされ、それは現在もウィンダス連邦に影響を与えている。
ミラテテ（Miratete）
歴代の星の神子の一人。
海千山千の諸部族長を束ね上げた豪腕は名高く、言行録をまとめた『ミラテテ様言行録』はリーダー必読の書とされる。
ラカポポ（Rakapopo）
ウィンダス連邦の星の神子。在位：天晶歴704年前後。
東の国の使節団と会い、国交樹立させた。
競鳥好きでチョコボレースの「ラカポポカップ」の創設でも知られている。
あますず祭りで東方の納涼踊を披露する「ラカポポダンサーズ」もラカポポが在位中に設立されたと思われる。
トゥクク（Tukuku）
ウィンダス連邦の魔法の時代前期の星の神子。生没年：天晶暦274年- 天晶歴298年（在位：天晶歴290年 - 天晶歴298年）。
部族ごとに争っていたタルタルをまとめ、ウィンダス連邦を成立させた。

#### 過去のウィンダス連邦関係者
ルンゴナンゴ（Lungo-Nango）
歴史上の人物で、ウィンダス連邦の英雄の一人。生没年：天晶暦342年 - 天晶歴376年。
魔法の時代後期の大魔元帥。デュナミスに於いてドロップする旧貨幣、ルンゴナンゴ翠貝貨でのみ名前が登場する。
ジョブは獣使いで、クァールのメウルルを生涯の友とした。
天晶歴368年には現ノルバレンの属州長官に着任し、エルヴァーンのガレヤン族とサンドリア族を討伐。
翌年には元老院にエルヴァーン討伐を進言し、その場で了承を得て討伐軍を編成しクォン大陸に侵攻。ロンフォール→ザルクヘイムと進軍しつつエルヴァーン諸族に相次いで勝利。
天晶歴372年、特例で通常は元老院議員が務める大魔元帥に任命。その年についにグスタベルグにまで到達し、翌天晶歴373年、エルヴァーン有力氏族が立てこもっていた最後の砦モルトゥーグを陥落させ、前人未到の二大陸制覇を成し遂げた。しかし帰国すると査問委員会に出頭を命じられ、作戦における独断専行を理由に大魔元帥を解任され、聖都追放刑としてマウラへ追放。熱病のため没した。
死から36年が経過した天晶歴412年に名誉回復がなされ名誉議員の称号が送られたが、これは当時不可侵条約を結びに使者を出した、サンドリア王国のランフォル王の提案によるもの。またその死から約300年後、バストゥークのシュルツにより彼の著したとされる魔道書をもとに戦術魔法大典『グリモア』が纏められ、ヴァナ・ディールに多くの軍学者（学者）が誕生した。
ガラズホレイズ（Garazu-Horeizu）
歴史上の人物でウィンダス連邦の魔道士。異名は「渦の魔道士」。
メダダに呪いをかけ呪文を封じたり、天晶暦534年ヤグードの現人神を強力な催眠魔法で操りヤグード教団を動かして聖都ウィンダスに攻め込んだりと（第四次ヤグード戦役）、国家転覆を狙って色々と暗躍していた。結局このヤグード戦役はクレブオグレブ・メダダ兄妹によって失敗している。
サマリリ（Samariri）
ウィンダス連邦の英雄の一人。異名は「反戦の聖者」。
生没年：天晶暦371年 - 天晶歴404年。
魔法の時代後期の活動家。ササオラ族の裕福な族長の家に生まれ育つも、第二次征討軍の帰還兵と知り合ったことをきっかけに反戦運動を開始。国内各地で、非戦・魔法放棄・人権保護を訴えた。
水の区の路上で踏みつぶされているトードたちを哀れんで、禁呪で彼らの身体を巨大化させ、後ろ肢で立って歩く獣人ポロッゴに変化させた。その際に人の言葉と魔法を彼らに与えている。
突然現れた獣人に街は大混乱し、軍隊まで駆り出す大掛かりな掃討作戦が行われ、わずか数日で絶滅したと伝えられている。
天晶暦393年、反戦新聞発行の廉で、エルシモ島へと流される。その2年後脱出。クォン大陸へと活動の場を広げる。その際に、国家最高機密であった魔法を、エルヴァーン族に伝授。その後ミンダルシア大陸へ戻り、ヤグード族へ説教のため向かうも、帰らぬ人となった。
私情から禁呪を用いてまで街中に獣人を出現させて、街を混乱させ、国家最高機密であった魔法を流出させたことなどから、長年、「記録抹消刑」とされていたが、近年「世界に均衡をもたらした者」として再評価がされている。
エラント装備は彼女の旅装を元としている。エインヘリヤルやナイズル島踏査指令には、サマリリの名を冠するポロッゴが複数存在する。

#### 三博士
シャントット（Shantotto）
声 - 林原めぐみ（『ディシディア』・『WOFF』・『グラブル』）
ウィンダスの三博士の1人で、水晶大戦の英雄。種族はタルタル。
ウィンダス連邦の実質的なNo.2で、計り知れない魔力を持ち、現時点のヴァナ・ディール最強の黒魔道士とされている。
現在は「引退中」で、ウィンダス石の区の博士公邸にて結婚し忘れたことを心残りとしながらも「悠々自適」の暮らしを送っている。元老院首席で、ジュノ大公国オーロラ宮殿にて行われる各国軍首脳会談の席に赴くこともある。普段はとんでもない毒舌家かつ傍若無人傲慢不遜な性格で、四大強国が集っての重要な会議において相手や国の情勢を罵倒する。罪狩りのミスラでさえ、シャントットには手を出さず引き下がる。手の甲を手とは反対側の頬に当てる独自モーションで「オホホホホ〜」と笑う。あだなす輩（濡れ衣やシャントットの一方的な思い込みも含めて）には強力な呪いを掛けたり、その罪を冒険者になすりつけようとしたり、「北の大地で置き去り」の刑等々の粛清がある。下手に関わると散々振り回された挙句に「ヘッポコくん」と言われかねない。
両親とも優秀な黒魔道士を輩出した由緒正しい家系の生まれで、強大な魔力とコネでいきなり院長に抜擢されているが、前院長暗殺未遂、迷宮の書物事件などなど数多くの事件を引き起こし一度は国外追放もされた経歴を持つ。しかし、クリスタル戦争で追放先が戦場になり、国に呼び戻され、一個師団を（師団長を脅迫して私物化して）率いて活躍し、ウィンダスの英雄の一人に数えられている。
アジドマルジドの実質的な師匠。呪いや新魔法開発なども行っている。
黒魔法だけでなく棍術も達人級で、「魔法使いの、魔法使いによる、魔法使いの為の、魔法を禁じた格闘技大会」を開催して魔法使い達を恐怖のどん底に叩き落とした事もある。
追加シナリオ『シャントット帝国の陰謀〜ヴァナ・ディール史上最凶の作戦〜』では、事実上の主人公である。
『ヴァナ・ディール トリビューン』Vol.24 2004年4月30日号では、ウィンダス好感度ランキングで1位に入選。
『ディシディア ファイナルファンタジー』ではコスモス側の戦士（隠しキャラ扱い）として召喚されている。また、『ワールド オブ ファイナルファンタジー』にも登場する。
『ドラゴンクエストX』では期間限定のコラボイベントに登場した。実験中の事故でアストルティア（『ドラクエX』の世界）に飛ばされるが、動じること無く帰還の手段を講じた上で、しばらくアストルティアに滞在し見聞を深めた。
ヨランオラン（Yoran-Oran）
鼻の院の元院長。種族はタルタル。ウィンダスを代表する三博士の一人。
引退後の現在は石の区で庵を構えている。庵でマンドラゴラの生態を研究しており、冒険者にマンドラゴラに関する資料を集めさせている。
マニアックな研究に没頭しているというだけで、三博士の中ではもっともまともな人物なのだが、そのせいでかえって影が薄い。
コルモル（Koru-Moru）
種族はタルタル。ウィンダスを代表する三博士の一人。
耳の院の元院長であり元魔法学校校長。4年前に引退して石の区で庵を構える身ではあるが、現校長セーダルゴジャルが行方不明である為に、校長代理を務めている。
夢想家で、周囲の声が耳に入っていない事もしばしばで、人の話をまともに聞くことがあまりない。また、骨工ギルドからの借金を踏み倒し、鼻の院の予算を勝手に使い込む。
魔法人形の製作・改造の第一人者でもあるが、彼が手を加えた人形はどれも口調がおかしい。
言動共に奇抜な変人だが、魔法学校在籍時に落第という苦境を経験していることからか、教師としての態度は非常に立派なもので、かつての教え子や同僚の教師たちからはその点に関しては高く評価されている。
チョコボレースの騎手としても活躍している。
20年前では魔法学校の校長を務めている姿が、実際にクエスト「胎動、牙持つ乙女」「禍つ闇、襲来」で見られる。幼少時のアジドマルジドには手を焼いていた。その後ジュノへと出向き、とある機関で戦争の長期化による食糧難問題を研究することになる。なお前述したラススと出会ったのもこの頃。

#### 五の院関係者
アジドマルジド（Ajido-Marujido）
種族はタルタル。
口の院の院長。ウィンダス連邦の軍事最高司令官にして急進的なタカ派。ウィンダスの平和のために活動するも、禁忌とされる召喚魔法に深入りするなど、少々暴走気味な面が危険視されている。
手の院の院長アプルルの兄。父親はゾンパジッパ。
英雄カラハバルハに憧れ、猛勉強し、彼と同様に卒業と同時に院長に就任した。
ウィンダスの魔道士シャントットの門下生であり、黒魔法の使い手。
ウィンダスミッションにおいて、ハイプリーストクラスのヤグードを走りながら呪文の詠唱無しに一撃で吹き飛ばす離れ業を見せるなど、魔道士としての実力は師匠が師匠だけに計り知れないものを持つ。
ウィンダス最後のミッション9-2「月詠み」では、彼と共に戦うこととなる。
職人装備のサングラスが実装されるまでは、ヴァナ・ディールで唯一のメガネ愛用者かつカドゥケウス所持者であった。
『ヴァナ・ディール トリビューン』Vol.24 2004年4月30日号では、ウィンダス好感度ランキングで2位に入選。
アプルル（Apururu）
手の院の院長。種族はタルタル。アジドマルジドの妹。
ウィンダス五院の中で最も財政の苦しい手の院の経営に四苦八苦している一方で、暴走気味な兄の行動に気を揉む苦労人。
父親はゾンパジッパ。
奇人変人がひしめくウィンダスの重要人物たちの中ではまともな部類だが、大人しいばかりというわけでもなく、魔動兵の乱の原因である父親の汚名をすすぐべく、苦労して同じ手の院の院長の座を勝ち取った心の強さを併せ持つ。
ルクスス（Rukususu）
種族はタルタル。
ウィンダス五院の中で最も出張が多い鼻の院の院長。
彼女も極寒の北の遺跡フェ・インに出向いて長期間泊り込みながらゴーレムの研究に明け暮れている。これも、南の地で非業の死を遂げた師イルクイルの仇を討ちたい一心からだという。
性格は色物がひしめき合うウィンダスにおいてアプルル同様かなりマトモな部類に属する。ただしオバケとオニオンが大の苦手。フェ・インのUtukkuが迷える球根を落とすのはシャントット博士によるオニオンオバケの呪いのせいだという噂とされている。なお、好物はラッカセイ。
トスカポリカ（Tosuka-Porika）
現目の院院長。種族はタルタル。
プロマシアミッション中の彼の台詞から、娘がいることが判明している。
「ムムム」が口癖。知識の追求に飽くなき情熱を燃やすことに「神々の書」には異常なほど執着を示し、そのためなら星の神子に逆らう行動に出ることも厭わないが、事がバレそうになると必死に否定する。
セーダルゴジャル（Sedal-Godjal）
現耳の院院長。種族はタルタル。
とあることが精神的重荷になり、職務を放り出してウィンダスを出奔した。現在はダボイにいる。コルモルの文通相手であるモジジの中の人。
根は善良な性格で、コルモルを騙していることを気に病んで、ウィンダスを出奔。その後、静養旅行をしていた際中に、ダボイでオークとサンドリア騎士団との戦いに巻き込まれ、オークの主力部隊を修道窟に結界で閉じ込める役割を担うことに陥っている。今はサンドリアの援軍が来るのを待っている状態で動けなくなっている由。
ゾンパジッパ（Zonpa-Zippa）
前手の院院長。種族はタルタル。
アプルル、アジドマルジドの実父であり、クリスタル戦争時に聖都ウィンダスを守った旧カーディアンの製作者。
性格は自らを天才と豪語し他を見下した態度を取る。その尊大な態度と傲慢な性格から、息子たちからも快くは思われていない。
学生の頃は天才と謳われたカラハバルハを意識してか、いつも追いかけていたという。クリスタル戦争後野良カーディアンたちに連れ去られて以来行方不明となる（魔動兵の乱）。
ウィンダス石の区には、彼に対し博士として与えられた邸宅がある。ハウスキーパーのエカママとトーイボーイが定期的に掃除に訪れている。
拡張データディスク・アルタナの神兵の舞台となる過去世界にも登場する。20年前は現役で、手の院院長とウィンダス連邦軍の磨羯戦闘魔導師団師団長を兼務している。
普段はウィンダス水の区〔S〕に佇んでいるが、カンパニエバトルが始まると磨羯戦闘魔導師団を率いて現地へ赴く為に姿を消す。カンパニエバトルの戦闘要員として多くのエリアに現れる。

#### 過去の五院関係者
カラハバルハ（Karaha-Baruha）
ウィンダス連邦の英雄の一人。生没年：天晶暦835年 - 天晶歴862年。
目の院の前院長。種族はタルタル。
クリスタル戦争で聖都ウィンダスを滅びから救ったとされる召喚士とされ、現在でもその名は英雄として語り継がれている。
神々の書から「召喚」の技術を復活させ、召喚魔法を編み出した。
20年前星の神子が星読みでウィンダスの滅びを見ると、召喚魔法を使いフェンリルを操って滅びのさだめを変えようと試みるが、その巨大な力に耐え切れず命を落とす。同時にフェンリルを殺し、ウィンダスから星月の加護が失われてしまったものの結果的には滅びは回避された。
星の神子が彼に神々の書の閲覧を許したり、星の神子の寝室から彼の研究室（心の院）へ直接行けたりと二人の間柄はかなり特別なものだった。
イルクイル（Iru-Kuiru）
故人。種族はタルタル。
30年前に三国共同で行われた北の地の三か国合同調査隊に参加した人物の一人。
伝説や伝承からタルタル族のルーツを解き明かすという研究をしていたのだが、あまりに突飛な研究だったためか、鼻の院を破門にされる。調査隊への参加は、その研究の手がかりを求めてのこと。現鼻の院院長ルクススの恩師にあたる人物。
北の地の調査から帰国した以後は、ウガレピ寺院に篭って1人研究を続けていたのだが、得体の知れない闇の影に襲われ非業の死を遂げた。
メダダ（Medada）
生没年：天晶暦524年 - 天晶歴584年。
歴史上の人物で、ウィンダス連邦の英雄の一人。「無敗の勇者」にして発明家。
初代手の院院長。兄クレブオグレブ同様、生まれながらに非凡な魔力を有していた。
4歳の時にガラズホレイズの呪いを受けて呪文を封じられる。連邦軍を遠地におびき出し、強力な催眠術でヤグードを操り聖都に奇襲をかけたガラズを、当時10歳だったメダダは咄嗟に目から呪文を放って兄と共にこれを迎撃した。その際、現人神の幻影を作り出すことでガラズの術を破ったという逸話も残されている。
その後耳の院に進学し魔法具の研究に没頭、リンクシェルを発明し、後の情報革命の礎を築いた。
572年、その戦歴や発明を認められ手の院院長に就任、後年は魔動兵器ではなく魔動楽器を開発して余生を過ごした。
アイアンハートの石碑によると、カルゴナルゴ城砦はメダダの考案により設計されたもの。子孫に大戦中白羊戦闘魔導師団を率いたルテテがいる。
ウランマフラン（Uran-Mafran）
前手の院院長だが、事実は本人の手によりウィンダス中から抹消されている。
種族はタルタル。
「人形使い」の異名を持ち、ルクスス、イルディゴルディらと同期で成績最優秀者で、将来を期待されたが、その反面コルモルが手の院院長への推挙を渋るほどの危険思想の持ち主。
同じ手の院院長候補者であったイルディゴルディがとある事故を境に魔力を失ったことで手の院院長へと就任するが、ある日突然彼を知る者達に記憶を奪う魔法をかけ、ウィンダスから彼の存在を消して行方を眩ます。
その後長い間行方不明。

#### ミスラ族
ペリィ・ヴァシャイ（Perih Vashai）
ウィンダスに住まうミスラを束ねる族長。
20年前にエルシモ島からウィンダスに渡り、ミスラ傭兵を率いてクリスタル大戦を闘った。オズトロヤ城での決戦の際に光の弓を使い、そのために視力を失う。大戦の戦功によりウィンダス森の区居住と自治を認められたミスラの族長として、長く人望を集めてきた。娘がいたが、大戦の際に失っている。
族長の座をセミ・ラフィーナに譲りたいと考えているが、セミ・ラフィーナ本人にはその意志がない。またミスラの中には、星の神子に忠誠を誓う彼女が族長の座に就くことを快く思わないものもいる。
ナナー・ミーゴ（Nanaa Mihgo）
ウィンダス森の区に住む通称「泥棒ミスラ」。語尾を伸ばす独特の喋り方をする。
会話の際に耳を動かす。着ている服装が、カザム族長のジャコ・ワーコンダロと同じもので、カザムの前族長ロマー・ミーゴと同姓。
ウィンダスのクエストだけでなく、他のミッションにも時折顔を出す。
ヨー・ラブンタ（Yow Rabntah）
ミスラの火の部族の狩人。故人。
30年前に行われた三か国合同調査隊にウィンダス連邦の代表として参加。
カザム出身の傭兵であり、ウィンダス鼻の院の白魔道士イルクイルに雇われて、調査隊に同行した。
この際、ひそかにミスラ本国へ魔晶石を持ち帰っており、これを元に光の弓を制作。
後に突如現れた魔物に襲われ、死を遂げる。

##### 罪狩りのミスラ（Mithran Trackers）
ミスラ族の掟に反したミスラを狩るために、ミスラ本国から派遣されるミスラ。名前は「スカリー（Shikaree）」+「アルファベット」となっているが、この名前はコードネーム。
戦闘能力、獲物をどこまでも追いかける執念は凄まじく、その恐ろしさを知る者の中には、名前を聞いただけで気絶してしまう事もある。
スカリージー（Shikaree G）
罪狩りのミスラ。故人。
水晶大戦以前から活動していた。
ネヴ・ベフラティの罪狩りの最中、ネヴが死亡し、その罪がシウ・ベフラティに受け継がれたが、シウを追った先でかつて自身の罪狩りにより死んだはずのレコ・ハボッカが生きていたことを知り驚愕する。2人を狩ろうとしたが、ペリィ・ヴァシャイに罪とレコの覚悟について諭され、罪を狩らない選択がどのような末路をたどるのか見届けることを決意している。
かつて彼女と関わりのあった人物の発言から、以下の罪狩りのミスラ三姉妹の母であったことがうかがえる。
スカリーエム（Shikaree M）
罪狩りのミスラ。
Gからシウが生きていることを告げられる。
スカリーエックス（Shikaree X）
罪狩りのミスラ。YとZとは姉妹で、Xは末妹。新米で、プロマシアミッションにおける罪狩りが初仕事となる。
一人称が「ボク」。
スカリーワイ（Shikaree Y）
罪狩りのミスラ。XとZとは姉妹で、Yは次姉。
暗黒騎士であることを意識しているのか、姉妹の中でも特徴的な喋りをしている。
スカリーゼット（Shikaree Z）
罪狩りのミスラ。XとYとは姉妹で、Zは長姉。
千骸谷でティアマットをソロで追い詰め、迎撃するなど戦闘力は計り知れない。
罪狩り3姉妹の中では最も年長者であり、物腰、思考ともに落ち着いている。さきのクリスタル戦争の折にもタブナジアには足を運んでいたようで、当時からの人物と面識がある。
本名はマグ（Mhag）。

### ジュノ大公国（The Grand Duchy of Jeuno）
カムラナート（Kam'lanaut）
声 - 置鮎龍太郎（アテレコPV） / 三上哲（『ディシディア』）
ジュノ大公国の大公。国家元首。
天晶暦859年にサンドリア、バストゥーク、ウィンダスより大公の称号を与えられる。
種族不明。何年たっても容貌が変わらず、異様な雰囲気を持つ。左利き。
クリスタル合成法を伝授し、ジュノの都市設計、飛空艇の開発、コンクェスト政策などを行ってきた。
水晶大戦の際には各国を纏め上げ、アルタナ連合軍を結成した。
歴史の表側ではジュノ大公国を治める大公であるが、その正体は古代ジラートの第2王子で、エルドナーシュの弟。自らクリスタルの意志の代行者を僭称する。
1万年前、クリスタルに同調した兄を媒介に永遠の楽園「真世界」のヴィジョンに取り憑かれ、兄と共に神の扉計画を行うも計画は失敗。その際に、ジラートの文明も国も滅び、兄弟も永きに渡る眠りを余儀なくされた。
そして30年前、ラオグリムがクリスタルに触れた際に一万年もの眠りから覚醒、当時はただの漁村にすぎなかったジュノへ流れ着き、マートに助けられる。その後、カムラナートはジラートの技術や知識を使い、ジュノを大都市へと発展させる。そしてカリスマ性と政治的外交手腕を振るい水晶大戦において、アルタナ連合軍を勝利に導く。
現在、エルドナーシュと共に真世界実現の為の行動を開始する。しかし、それは冒険者にジラートの王子達の真の狙いを知った冒険者と、デルクフの塔最上層にある天輪の場にて戦うことによって阻止され自身も消滅する。
『LORD of VERMILION』にも登場。また、アーケードゲーム『ディシディア ファイナルファンタジー』ではライバルサイドのキャラクターとして登場する。
エルドナーシュ（Eald'narche）
声 - 高山みなみ（アテレコPV・『ディシディア』）
ジュノ大公カムラナートの弟。
種族不明。決して歳を取らない。左目に眼帯をつけている。
人の心を読み取る能力を持つ。
その正体は古代ジラートの第1王子で、カムラナートの兄である。
1万年前、この世界を真世界に作りかえる為、神の扉計画を立案。
真世界実現を目論み、クリスタルの力を集める為のクリスタルラインや、その力の収束点であるデルクフの塔の上空に神の扉となる浮遊島トゥー・リアを建造するも、明星の巫女やクリュー人の謀反により失敗、メルト・ブローと呼ばれるエネルギー暴走によりジラート文明は一瞬にして海の底へと没した。エルドナーシュはそれでも真世界実現の夢を諦めずに、デルクフの塔で眠りにつき、機会が訪れるのを待っていた。
現代に復活したエルドナーシュは、闇の王や共鳴能力を持つフェレーナを利用し、真世界実現の為の行動を開始する。しかし、冒険者によって阻止され自身も消滅する。
『LORD of VERMILION』に登場。また、『ディシディア ファイナルファンタジー オペラオムニア』ではプレイアブルキャラクターのひとりとして登場。
マート（Maat）
レベルキャップを解除するクエストを依頼してくる老人。バストゥーク商業区にいるデーゲンハルトとは同じ稽古を学んだ仲でライバル。
ジュノ親衛隊の武術指南もしている凄腕で、あらゆる武術を極めている。
若かりし頃は船長で、貧し漁村のジュノが好きだった。ある日、海でカムラナートとエルドナーシュの二人を助け、2人のお陰でジュノは多大な発展を遂げることになり、当初はマートもそれを喜んでいたが、急激に発展して行くジュノに違和感を抱き、やがて自分が助けた二人には何か特別な思惑があるのではとの疑念を持つようになる。
マートは生涯現役のままで、生きている間は自らの手でジュノを守る決意がある。
過去の世界にも登場。
ウォルフガング（Wolfgang）
ジュノ親衛隊隊長を務める。種族はヒューム。
ジュノ上層で医者として働いているエルヴァーンのモンブローとは幼なじみである。
感情をめったに表に出さない性格であるが、冷静沈着で使命感が強く、ジュノおよびヴァナ・ディールの平和のために奮闘している。
カムラナートが姿を消した後は、ジュノの外交官的役割を担っている。
アルド（Aldo）
種族はヒューム。
ジュノを中心に世界各地で活動する裏ギルド「天晶堂」のリーダー。オープニングムービーにも登場する。
タブナジア侯国の出身。
先の水晶大戦でタブナジアが滅亡した際、オークによって実姉エメリーヌを殺された（と本人が思っているだけで、実際には生きている）過去を持つ。
この事から、不条理な力に対する反抗心も強く、本性を表したジラートの王子たちが義妹フェレーナを誘拐しクリスタルライン起動の鍵として利用した際には感情をあらわに立ち向かった。
ノーグの頭領ギルガメッシュは彼の命の恩人であり、天晶堂の先代頭首グレッゾと引き合わせた人物である。
追加シナリオ「石の見る夢」では彼の物語の締めくくりであり、エメリーヌと再会を果たす。
フェレーナ（Verena）
天晶堂の先代の頭目グレッゾの娘で、現頭目アルドの義妹。種族はヒューム。
人間と獣人の和平を望み、ゴブリンの友人フィックブリクスらと共に、積極的に獣人との交流を図っている。兄妹仲は基本的に良好なのだが、幼少時の経験から獣人を生理的に嫌うアルドとはこの点では反りが合わない。
獣人と心を通わせる特殊な交感能力を持ち合わせており、その能力故にジラートミッションに深く関わってくることとなる。
フィックブリクス（Fickblix）
種族はゴブリン。
ジュノ下層にあるゴブリンの店に住み、人間と獣人の和平を訴える心優しきゴブリンの子。愛称はフィック。
ジュノ上層で人間の子供たちやフェレーナと花を育てるなど人間たちと積極的に交流を続けていたが、獣人たちが不穏な動きをしていると知り、それを止めてくれるよう頼むためオズトロヤ城に向かうが、その道中に獣人狩りをしていた冒険者の手にかかり息絶える。
駆けつけたフェレーナに最後まで和平を訴えながら死亡。
その後、ジラートミッション「デルクフの塔再び」をクリアしてから、天晶堂のアルドに話し掛けると、フィックが植えていた種が芽吹いたことを知ることが出来る。芽が出るはずがないと思っていたアルドや街の子供達の前に、フィックの魂が現れ、自分の夢をフェレーナ達に託し消える。
マックビクス（Muckvix）
種族はゴブリン。
ジュノ下層にある「ジャンク屋マックビクス」を経営しているゴブリンの老人。
彼自身は大戦の影響からか、フィックブリクスのような行動には賛成しない。
モンブロー（Monberaux）
ジュノ上層で医師をしているエルヴァーン男性。
「医術」によって治療している。優しい人柄が住民達に慕われている。ジュノ親衛隊の隊長を務めているウォルフガングとは旧知の仲。
ナグモラーダ（Nag'molada）
プロマシアミッションの主要登場人物の一人。男性。
特徴的な黒いローブに、顔には機械のような奇妙な片眼鏡をつけている。
ジュノ大公国の外交官、および研究者としてアルマター機関に所属。尊大な態度の目立つ人物。能力主義者でもあり、有能と見た人物であれば地位や種族を問わず積極的に用いる。
彼は古代ジラート王国の生き残りで、ジラートの意思疎通手段である「心の声」を失ったクリュー人。
ジラートが虚ろなる闇に蝕まれることで心の声を失い、クリューとなる。強いコンプレックスを抱いていたが、独自の道を進み、最終的に虚ろなる闇を操るようになったセルテウスに対しては敵意を見せる。
彼の目的は、「真世界」アル・タユへの扉を開き、自らの完全性を取り戻すこと。
アルマター機関に所属していたのもその目的を遂行する手段の一環で、越権行為とも取れる暴挙をくり返し機関からもたびたび処分を受けていた。特にエシャンタールとは、思想や価値観の違いや、元クリューでありながらジラートになった彼女との衝突は絶えず、命すら狙った事もあり、これが原因で、ナグモラーダはアルマター機関とジュノからの追放を宣告された。
腹いせにバハムート討伐隊の飛空艇にアルマター機関のマメットと試作品の戦闘機械を投入し妨害した上、バハムートを呼び出し奇襲作戦を台無しにして姿を消す。
アル・タユに辿り着いたナグモラーダは、アル・タユの実態と、明星の巫女イブノイルの変わり果てた姿を前に暴走。全ての「真実」を知るため、プロマシアの意思と一つになることで、彼は躊躇することなくプロマシアの「器」に施された封印を解く。
結果としてプロマシアは討ち滅ぼされ、取り込まれた多くの魂と共に彼も母なるクリスタルの許へ還り「完全な存在となる」という当初の目的こそ果たされることとなったが、時を経ずして戻ってくる事になる。
エシャンタール（Esha'ntarl）
プロマシアミッションの主要登場人物の一人。女性。ジュノ大公国の首相にしてアルマター機関の幹部。
ナグモラーダの上司にあたる。ジュノ大公国での地位は高く、他国との交渉においてカムラナートの代理を務める。もう一つの名前は、タブナジア大聖堂の枢機卿ミルドリオン。
プロマシアの呪縛ストーリーの序盤から名前だけは出てきているものの、行方不明。
その正体はクリュー人であったジラートの生き残り。ミルドリオンは偽名で、エシャンタールの方が本名。
神都アル・タユにある「虚ろの器」によって自らの内の「虚ろなる闇」を消し去っており、その影響で不老の身体と心を読む力を得て、永遠の命を持ち1万年の時を生き過ごした。
ジラートの時代でプロマシアの復活を阻止するべく、「虚ろの器」に蓄積された虚ろを吸収し死んでいったセルテウスの遺言を受け、エシャンタールはフェンリルに月詠みを受け、エシャンタールはヴァナ・ディールの各地を旅し、膨大な知識と経験を得つつ、プロマシアを葬るための準備を進めた。
1万年後の世界で、エシャンタールはミルドリオンを名乗り、タブナジア大聖堂の枢機卿となる。「世界の終わりに来る者」の前で「神の歌」を歌い、呼び出したプロマシアを葬るためだが、「定めの子」プリッシュは既に「暁の瞳」の能力により内なる「虚ろなる闇」を魔晶石に変えられ「世界の終わりに来る者」ではなかった。同じ境遇となったプリッシュを自分のそばに置き、ある程度の自由を与え、我が子のように見守り続けた。
天晶暦862年にエシャンタールは、タブナジア大聖堂に逃げ込んできたタブナジアの民とプリッシュを大聖堂の地下から港へと繋がる通路を開き民を避難させた後、姿を消した。数日後、ミルドリオンはサンドリア王国に姿を見せると、爵位を返上してそのまま行方知れずとなった。
天晶暦885年にバハムートと真龍達が覚醒した時、エシャンタールはアミュレットによってプリッシュの動向を伺い、ナグモラーダの動向にも見ていた。エシャンタールは冒険者の前に姿を見せ、セルテウスの動向を探りつつ、プリッシュを見守る事にを頼む。
ナグモラーダが暴走し、バハムートとの対決が避けられなくなった時、エシャンタールはプリッシュとウルミアと再会し、エシャンタールは二人と冒険者を前にして、バハムートの動向から「世界の終わりに来る者」の存在することを明らかにする。
エシャンタールの前に姿を見せたバハムートは、自身の目的と主張を話したが、バハムートの主張に対し、エシャンタールはセルテウスがアル・タユの墜落を阻止に動いている事を伝えたが、冒険者がセルテウスの「計画」に動かされている事に気づいたバハムートは、態度を急変させ攻撃する。
やがて「ミルドリオン」として姿を見せたエシャンタールは、冒険者達に後の事を託し、自らはアルマター機関の監視者としてジュノに留まることを告げる。
プロマシアを倒されるも、プロマシアを再び母なるクリスタルへと戻るが、バハムートはリヴェーヌ岩塊群に留まり、エシャンタールは冒険者に調査を依頼し、バハムートが母なるクリスタルを包む「虚ろなる闇」の胎動を察知したことを知る。
更にエシャンタールは独自調査でソ・ジヤにて「虚ろなる闇」の奇妙な反応を発見し、対策を施した調査団を派遣し、天晶堂のアルドと共に「意思を感じ取れる黒水晶」を見出す。そこで冒険者をプロミヴォンへと向かわせ、3つの「意思を感じ取れる黒水晶」を発見。
改めてバハムートと会合し、現世に蘇ろうとする4人の「虚ろの化身」との最終決戦を決意し、一連の出来事に関わってきた人物達の前に集う。ウルミアが神の歌「石の記憶」を歌い終わり最後の決戦へと向かう。
ブルートゥス（Brutus）
ジュノ上層のチョコボ厩舎の主。種族はヒューム。
獣使いとしても高名であり、ジョブ習得クエストにも関連するほか、AFクエストの最初の2回は彼から受けることになる。チョコボ乗り免許証を発行してくれる人物としても有名であるが、片手斧の使い手でもあり、EVWS修得クエスト「信じるは己の腕」も、彼から受けることとなる。チョコボ育成関連のイベント、クエストでも重要な役割を果たす。
ガルムート（Galmut）
ジュノ上層の民家に住んでいるガルカ。
ジュノに着たばかりの頃、詐欺にあってしまい人間不信になっていたところ、ナリヒラによって時計塔の整備の仕事を進められ、立ち直る。
いつも工房橋に佇んでいるヒュームの女の子のコレットの兄代わりになっている。

## 辺境およびタブナジア

### エルシモ島

#### カザム（Kazham）
ジャコ・ワーコンダロ（Jakoh Wahcondalo）
カザムにあるミスラ自治区の族長。短剣の使い手でもあり、短剣のEVWS修得クエスト「不敗の心得」は、彼女から受けることになる。来訪者がカザムの治安を乱さぬよう、族長らしい威厳をもって振る舞っている。ジラートミッションにも関わっている。
マグリフォン（Magriffon）
カザムの「民宿セロデッキ」に居座り続ける謎の男。本人曰く「重大な使命を帯びている」と言い張るが、その内容は謎であり、貰える称号は「いい人カモ」。
ロマー・ミーゴ（Romaa Mihgo）
カザムに住んでいるミスラであり、前族長。ナナー・ミーゴの母親で色々因縁がある。ウィンダスの鼻の院とは過去に大きな揉めごとがあり、それが原因で大陸との交流を断絶した経緯があるのでお互い強い怨恨を持つ。族長が今のジャコ・ワーコンダロに代わってようやく交流が再開した。彼女に言わせればイルクイルがヨー・ラブンタを雇って三か国合同調査隊として北に向かったせいでカザムに災いをもたらされたという。

#### ノーグ（Norg）
ギルガメッシュ（Gilgamesh）
ノーグを束ねる首領NPC。隻眼の渋いナイスミドル。複数のミッションで重要な役割を果たす。
ギルガメッシュの部屋に貼られた国旗は、無きタブナジア侯国の国旗。
タブナジア侯国の滅亡後、エルシモ島の洞窟を拠点とし、略奪行為と並行して天晶堂と共に他大陸との密貿易で収益を上げていた。
親族と死に別れたアルドをギルガメッシュは保護し、天晶堂の先代頭首グレッゾに預けたため、互いの関係は特別なものとなっている。またミスリル銃士アヤメとその母ヨミとは旧知の仲であり、修行中のアヤメの面倒をみていた時もあったことから、彼女を「アヤ坊」と呼ぶ事ができる数少ない人物でもある。
ライオンとは親子関係にあるが、血の繋がりはない。
祖国を見殺しにした三国（特にサンドリア王国）に対し、浅からぬ恨みを抱いている事をうかがわせる一幕もあり、また不穏な動きを見せるジラートの王子たちへの警戒心は強い。
ライオン（Lion）
声 - 伊藤静（アテレコPV） / 藤井ゆきよ（『ディシディア』）
ノーグの頭領であるギルガメッシュの娘。ただし血のつながりはない。かつての大戦時にノーグに流れ着いた所を先代の頭領に拾われ、ギルガメッシュを父として育った。ジラートミッション「新たなる世界」のイベント中にて、AAたちに向けて気孔弾のような魔法を撃っていたりと、かなり謎の人ではある。
『ディシディア ファイナルファンタジー オペラオムニア』ではプレイアブルキャラクターの一人として登場。

### タブナジア地下壕（Tavnazian Safehold）
プリッシュ（Prishe）
声 - 内田真礼（アテレコPV） / 平野綾（『ディシディア』・『グラブル』）
タブナジア自警団のリーダーである少女。種族はエルヴァーン。ジラートが作り出した、「暁の瞳」により、「世界の終わりに来る者」であるプリッシュが体内に宿していた強大な「虚ろなる闇」をそのまま体内に結晶化させたことで、彼女が「人間」でなくなり、「虚ろなる闇」を切り離した事によって身体は人間としての機能（老化）を失った。不老の肉体になってしまった彼女は宗教的教義上に於いて、「存在してはならない者」（「忌むべき子」）として衆人環視の目に触れぬようタブナジア大聖堂に幽閉されていたが、現在はミルドリオン枢機卿の恩赦に依り制約はあるものの、ある程度の自由は与えられている。ただ、古い世代・保守的な人間からは腫れ物を扱うが如く疎んじられている。
容姿は見目麗しい少女であるが中身は外見と正反対で粗野なガキ大将の如き性格の持ち主。言動・行動・考え方に至るまで、「男の子」そのものであり、一人称も「オレ」。その破天荒な性格からチェブキー兄妹にも恐れられている。常に攻撃的であり、ダンジョンへ単騎駆けすることも少なくない。
ウルミアよりも年上。
「虚ろなる闇」を失った影響で、プリッシュは人間の心が読めるようにもなり、人が抱える闇の部分（虚ろ）を望まずとも見つめ続けることになるが、「虚ろなる闇」を失った彼女にとっては人間の心の闇、負の感情は意味の無いものとなっていた。当然、自分の心の中からも、恐怖や悲しみといった感情が消えたことになり、プリッシュ自身が世界の終焉を考え、望み、目にしながら共に死にたいと願っていた。
拡張データディスク『プロマシアの呪縛』で実装された一連の「プロマシアミッション」篇に於ける主人公的存在であり、大陸から分断されたタブナジアに流れ着いた冒険者との出会いを切っ掛けに、世界の危機に立ち向かっていく事となる。
プロマシアとの決戦後、共に闘ってきた友である冒険者の心が読めなくなった事に激しく動揺し、決して誰にも見せなかった涙を流す。しかし、自分が冒険者と同じ存在になった、「特別な存在」ではなく心の闇を持つ普通の人間に戻ったことに気づき、人間の素晴らしさを実感する。
その後ジュノクエスト「日輪を担いて」で急にしおらしくなって登場。タブナジアの住人には「どうやらどこかで頭を打ったらしい?」と噂されているが、後続クエスト「世界に在りて君は何を想うのか?」で演技（悪戯）だったと判明した。
『ディシディア デュオデシム ファイナルファンタジー』にも登場。
ウルミア（Ulmia）
声 - 浅川悠（『グラブル』）
プロマシアミッションの主要登場NPCの一人。エルヴァーンの女性で、タブナジア地下壕の長老デスパシエールの孫娘。物腰は穏やかだが芯は強い。過去にはタブナジア聖歌隊に所属しており、もっとも美しく歌えると評されていた。同じくプロマシアミッションの主要登場人物であるプリッシュとはその頃から知人であり、様々な出来事を通じて親友のような関係を築いている。
デスパシエール（Despachiaire）
タブナジア地下壕の長老。ウルミアは孫にあたる。元々はタブナジア王族とは関係のない一介の商人だった。タブナジア地下壕に逃げ延びた後、年長者であったということで周囲から「長老」と呼ばれるようになり今に至る。
プリッシュに対しては腫れ物に触るかのような扱いをし、一方で救いの手があれば疑いもせず取引に応じるなど、年の割には見境のない行動ばかりを繰り返す。
ジャスティニアス（Justinius）
タブナジア地下壕の自警団の団長。斧使いの名手。チェブキー兄妹のお目付役も任されている。生真面目な性格の為、自警団のリーダーであるプリッシュや、チェブキー兄妹に振り回されている苦労人。プロマシア発売前は「重要人物」として公式サイトのNPC紹介にも登場し、PM前半で重要人物のように登場するものの、PM後半になるとまったく話にからまなくなる。「獣人にまで知れ渡るほどの斧の使い手」とのことだが、その技量が見られる機会はおろか、ゲーム内で語られることも、現在のところはない。

#### チェブキー兄妹
タブナジア地下壕で育ったタルタルの三兄妹NPC。大雑把な性格でワルな面もよく見せる。行動力もすさまじく、トラブルメーカー。元々はタブナジア地下壕の警備担当だが、バハムートの空間転移魔法により本大陸に飛ばされた後、父親探しをすることとなる。
最初にウィンダスに流れ着いた彼らは、辺り構わず著名人に一方的に父親だと迫っては、違うと言い捨てて遁走することを繰り返し、周囲に様々な誤解を撒き散らした。その後ジュノに渡った頃から、目的が父親探しから富と名声を得る事に変わる。当初はナグモラーダに取り付いて各地を回ったものの、途中でエシャンタールに買収されデジョンIIによりナグモラーダを強制送還する。その後プリッシュに諭され、一時は元の鞘に戻ったが、懲りずにテンゼンに取り入って「ひんがしの国」の偉人になろうとした。
アル・タユに巻き込まれて到着した後は、門の開門などに協力するが、プロマシアに父親を願望する心、タブナジア地下壕のような貧しい生活とは決別したいという心を見抜かれ、誘われて裏切る。その後、暁のイベントシーンにおいても意図せずに邪魔したり手助けしたりを繰り返す。最後の戦いが終わった後は再び父親探しの旅に戻り、エピローグではプルゴノルゴ島でついに父親である賞金稼ぎ黄金のたてがみことブッキーチェブキーと再会を果たした。母親が誰なのかは不明。
兄妹各人が個々に活動していることは全くと言っていいほどなく、諍いを起こすシーンもないことから兄妹間の仲は極めて良好。
マッキーチェブキー（Makki-Chebukki）
チェブキー兄妹の長男、種族はタルタル。兄妹の内では先頭に立ってセリフやアクションを切り出すことが多い。戦闘の際には主に弓術による遠隔攻撃を使って戦う。両拳をファイティングポーズのように構えて身体を揺する独自のモーションを持つ。
クッキーチェブキー（Kukki-Chebukki）
チェブキー兄妹の次男、種族はタルタル。兄妹の内では兄や妹のセリフやアクションを繋ぐことが多い。戦闘の際には主に黒魔法を使って戦う。右手で指を差しながら身体を揺する独自のモーションを持つ。
チェルキキ（Cherukiki）
チェブキー兄妹の末女、種族はタルタル。兄妹の内ではセリフやアクションを締めることが多いが、よく失敗もする。戦闘の際には主に白魔法を使って戦う。両手を腰に当ててお尻を振る独自のモーションを持つ。

### タブナジア侯国
アルフォン・I・タブナジア（Alphollon I Tavnazia）
生没：不明 - 天晶歴388年。
初代タブナジア侯国侯爵で、サンドリア王国王ランフォルに仕えていた。種族はエルヴァーン。
エルヴァーンのビュルトラン族に生まれた。
クォン大陸西部半島をアルフォンは侯爵として治めた。
アルテドール・I・タブナジア（Altedour I Tavnazia）
タブナジア侯国侯爵。「アルテドール候」と呼ばれている。
連合軍が侯国に首脳が集う偽の情報を流して、獣人血盟軍がタブナジアを襲い、タブナジア侯国は壊滅して、侯国を離れてエルディーム古墳で追っ手に殺される。
ロシュフォーニュ・I・タブナジア（Rochefogne I Tavnazia）
アルテドールの息子にして、ローテの弟。
水晶大戦にて、獣人血盟軍から逃れるためサンドリアへ向かったが、故郷を守るため聖剣を抜こうとして、一人で侯国へ行くが、オークに見つかって聖剣を抜いたが、聖剣の力は解放されて大規模の爆発が起きた。
ロシュフォーニュはサンドリアへ向かう最中に入手した夢幻花で死ななかったが、記憶を失い、聖剣は消えていた。
記憶を思い出した時は故郷を滅ぼした自身を責めて、聖剣の封印とタブナジア家の再興を誓った。

## エラジア大陸

### アトルガン皇国（The Empire of Aht Urhgan）

#### アフマウと関係者関連
アフマウ（Aphmau）
声 - 桑島法子（アテレコPV） / 戸松遥（『ディシディア』）
「無手の傀儡師」という異名をもつ、かなりの腕前を持つからくり士。種族はヒュームで、宮廷傀儡師の15歳の少女。
オリジナルの衣装とフェイスタイプ、外見をしている。
普段は大人しく、主に聖皇の傍に従事し、公の場に出る際は白い装束を纏っている。オートマトンとお忍びで行動している時などは「表着」と呼んでいる赤色の衣装に着替えた上で一人称が「マウ」。
前聖皇ジュブリールの娘であり、宰相ラズファードの異母兄妹。現聖皇ナシュメラの正体。
幼少の頃にワラーラ寺院に預けられ市井の中で暮らしていた。
オートマトンのアヴゼンとメネジンと出会い、彼女が魔笛に触れた際にオートマトンが喋れることになった。以来、彼らとの信頼感がさらに強まり、性格も活発になる。
この時のからくり士としての技能は元々父母から教わっていたが、この頃さらに腕を磨いた。
元々はラズファードが第一皇位継承者だったが、反対を押し切って参戦した東方戦線で瀕死の重傷を負った際に再生力の高い魔物の血を輸血し、それを理由に皇位継承権を外されて不滅隊の長になり、前聖皇が崩御した4年前にラズファードから皇宮に召し出され、聖皇ナシュメラとして即位する事になるが、実際に政治を執り行い、戦局の拡大を指示しているのはラズファードであり、彼女はヴェールの中から出てこない傀儡となっている。
ラズファードの留守を狙っては無手の傀儡師アフマウとして表に出、彼女なりに皇国の再建を図っているが、結果的に傭兵や不滅隊を振り回してしまいラズファードから叱責を買う日々。
ナシュメラは自分の想う民の平和・正道とラズファードの想う国の発展・王道とのズレを感じていたものの、隠された魔笛と海賊船の謎を追っていくうちに、兄を頂点とする皇国自体が諸悪の根源である事件を目の当たりにする。
彼女は真実を知るためにルザフについて行き、皇国を飛び出すこととなる。
そしてルザフと共に時を過ごすことで彼の復讐心を解きほぐし、オーディンとアレキサンダーの対決によるラグナロクを回避すべく兄ラズファードを説得することになる。
『ディシディア ファイナルファンタジー オペラオムニア』ではプレイアブルキャラクターとして登場。
ナシュメラ2世（Nashmeira）
アトルガン皇国マジャーブ朝の第16代聖皇で、正体は「無手の傀儡師」のアフマウ。
ラズファード（Razfahd）
声 - 中村悠一（アテレコPV）
若年でありながら聖皇の意を受けて、最も近き位置で皇国の大政を司る軍才に秀でた若き宰相。
種族はヒューム。
アフマウ（ナシュメラ）の兄で、本来なら皇位継承権第1位であったが、東方戦線に参戦した際、瀕死の重傷を負い、その際に再生能力の高まる魔物の血を輸血した為、継承権を外される。父ジャルザーンが崩御した後、妹のナシュメラを聖皇の座につかせ、本人は宰相となった。
本来は聖皇の親衛隊である不滅隊を率いており、皇国内で絶大な権限を持つ。
アフマウにラズファードを丞相と呼び、時には「にいさま」と呼びもする。
アトルガンミッションにおいて、彼は父の遺志を継ぐため、アレキサンダーを復活させる事で戦乱を終結させようと画策をする。その結果、復活したアレキサンダーを駆る彼は、ラグナロクを止めるために動くアフマウ、そして冒険者達と対峙することとなった。
戦闘のさなか彼のコントロールを離れて暴走したアレキサンダーと、それによって討たれたナシュメラを前にルザフが呼び起こしたオーディンとの間で、再びラグナロクの危機が訪れる。そのことを良しとしなかった彼は、最期にナシュメラに皇国の未来を託し、アレキサンダーを道連れに死亡した。その後、彼の精神はナシュメラの持つオートマトンの中に引き継がれた。

##### アフマウのオートマトン
アヴゼン（Ovjang）
声 - 小桜エツ子（アテレコPV） / 尾崎由香（『ディシディア』）
無手の傀儡師であるアフマウのオートマトン。
相方に、メネジンがいる。
かなり我の強いオートマトンであるが、アフマウに何かとこき使われる。
ヘッドとボディはカーマインスコーピオー（魔法戦フレーム）。メネジンの目を借りて遠隔地で映像を映し出す能力を持っている。
『ディシディア ファイナルファンタジー オペラオムニア』ではサブキャラクターとして登場。
メネジン（Mnejing）
声 - 田中有紀（『ディシディア』）
現在より50年前に、ガルカの人形師・ガッサドが率いる職人集団によって開発された、最初のオートマトン。
アヴゼンと共にいることが多いので、相方であるとの認識が強い。
当時は皇太子であったジャルザーンによって皇宮内に招き入れられ、開発発展を遂げ現在に至る。現在も、アヴゼンと共に皇宮内にいる。
常に毅然と両手を後ろ手に組み、威厳に満ちたそのセリフを言う。
ヘッドとボディ（フレーム）はホワイトキャンサー（白兵戦フレーム）。自らの目で見た遠隔地での映像をアヴゼンに送信する能力を持っている。
『ディシディア ファイナルファンタジー オペラオムニア』ではサブキャラクターとして登場。

#### 歴代聖皇
バルラーン（Balrahn）
アトルガン皇国（マジャーブ朝）の聖皇。故人。
バルラーン絶対防衛ラインや、アトルガン白門にあるバルラーン大通りでその功績を垣間見ることができる。
かつてバルラーンが帯びていたと伝えられる国宝の霊剣がアルゴル。また、著書に『バルラーンの深省録』がある。これらは、冒険者がエラジア大陸を旅するうちに手にする機会もあるだろう。
記録には、彼が聖皇であった時代に起きた合成獣（キメラ）の反乱がきっかけで、青魔道士の誕生に繋がったとある。
ジャルザーン（Jalzahn）
アトルガン皇国（マジャーブ朝）の第15代聖皇。故人。
今より4年前に崩御。当時の流行り病で亡くなったと言われている。
最初のオートマトン「メネジン」を手に入れ、ガッサドを自分の教師として召し抱えた。以後、皇宮内でオートマトンは発展を遂げ現在に至る。
ウルタラム（Ulthalam）
アトルガン皇国（マジャーブ朝）の聖皇。皇祖ウルタラム。故人。
アトルガン白門にあるウルタラムの蛮族征討を記念して築かれた凱旋門や、自身の名前が冠されたアルザビのウルタラム大通りなどでその功績を垣間見ることができる。

#### その他のアトルガン皇国関係者
ガッサド（Ghatsad）
声 - 置鮎龍太郎（アテレコPV）
種族はガルカ。
アトルガン白門にあるオートマトン工房の親方。
最初のオートマトン「メネジン（Mnejing）」を開発したのは彼であり、以後数々のオートマトンを作ってきた名工として知られる。
職人気質のためか口数が少なく無愛想に見えるが、腕は確か。
ファルーヤ（Faluuya）
NPCの一人。アトルガン皇国宮廷絵師。
ライアーフ（Ryaaf）
ペリキア上等傭兵アサルト「ライアーフ捜索作戦」および、クエスト「風纏う弓」の回想シーンに登場するNPC。
風蛇将ナジュリスの弟で二等兵。「いのししライアーフ」の呼び名を持つ。
何度囚われの身から救出しても次の瞬間には既に囚われている稀有な才能の持ち主。
イルキワラキ（Iruki-Waraki）
種族はタルタル。
アトルガン白門にいるからくり士。相棒のオートマトンは「エリザベス」。
バストゥーク商業区にエルヴァーンの師匠がいる。
腕の良いからくり士として期待されていたが、とある事情で自分の人形を失い、アトルガン白門で物思いにふけっている日々を送っている。
ファリワリ（Fari-Wari）
アトルガン白門の茶屋シャララトにいる旅の吟遊詩人タルタル。
出身は冒険者たち同様中の国で、新たな英雄の詩を作るためにアトルガン皇国へと渡ってきた。
五蛇将の噂を耳にし、その英雄譚を歌にしようと考えるが、取材にはほとんど赴かずに茶屋でただ話を聞くだけ。遠隔地での取材には「付き人」である冒険者が代わりに向かうことになる。

#### 不滅隊
ラウバーン（Raubahn）
皇国に絶対の忠誠を誓う不滅隊の隊長。
種族はヒューム。
その大半が謎に包まれた人物。不滅隊の隊長というだけあり、並の不滅隊員（青魔道士）を遥かに越える圧倒的な魔の力を有する。
ラウバーンの瞳にはアーリマン族の瞳が移植されていること。これによって、彼はアーリマンから得られる青魔法だけでなく、催眠状態に陥れるといった特殊能力をも持ち合わせている。青魔道士関連のクエストの際に、催眠術を用いてプレイヤーを意のままに操っていると見られる場面が多々ある。
アトルガンミッションの最終戦「少女の決意」で、プレイヤーはラウバーンと対峙するが、3度戦うことになる。
聖皇に背く大事を犯したラウバーンだが、その後もアサルト等にも登場し、「新たなる蒼き獅子」の候補を探している。
アミナフ（Amnaf）
NPCの一人。種族はヒューム女性。
アトルガンミッションや一部アトルガンクエストに登場する、不滅隊所属の青魔道士。AMでは「聖跡の巡視」から登場。
リシュフィーと共にアトルガン皇国皇宮からのメッセージを傭兵（冒険者）へ届ける役回りを務める。
丞相ラズファード、聖皇ナシュメラ2世にまで謁見することを許されている。
メッセンジャーを務めているのはむしろ、冒険者たちの様子を皇宮に報告する目的もあってのことだろう。
不滅隊隊長ラウバーンの腹心でもあり、クエストなどでも同行するシーンが見られる。また、同僚のリシュフィーとは古くからのなじみでもある。
リシュフィー（Rishfee）
NPCの一人。不滅隊の隊員で種族はヒュム。
アトルガンミッションに登場する。
他の不滅隊のメンバーが一癖も二癖もありそうな中で、数少ない良心的な人物。
同僚のアミナフとは昔からのなじみだが、青魔道士としては人がよすぎると評された。
ミッションの途中で素顔がわかるが、片目を閉じている。負傷して閉じているだけなのか、それとも何らかの事情で目を失ったのか、詳細は不明。

#### 魔滅隊
クイールド（Kuihlud）
魔滅隊隊員。
シャイーハ・アルファード
元赤蠍支隊長。東部戦線でガダラルを手土産に敵に亡命した。ガダラルが皇国に戻り将軍に就いた事を耳にして再会し、ガダラルに共に戦うために東方に付く事を言う。

#### サラヒム・センチネル（Salaheem's Sentinels）
拡張データディスク『アトルガンの秘宝』で登場した傭兵派遣会社で、社長はナジャ・サラヒム。アトルガン皇国内で聖皇ナシュメラ2世に許可を得た企業で、本社をアトルガン白門・アルザビ港に構える。
本社の他に出張所がアトルガン白門・バルラーン大通りの2階に存在している。社外ではこの出張所のほかに、アルタナ四国へ傭兵キャラバンを派遣しての広報活動や士官候補生向けに教育を行う学校も展開している。
ナジャ・サラヒム（Naja Salaheem）
傭兵派遣会社「サラヒム・センチネル」の社長。
種族はミスラ。南国ゾワ出身。
片手にトレードマークのモーニングスターを持ち、ナシラ装束に身を包んで机を両手で何度も叩きながら相手に反論を許さず一方的に怒鳴りつける。
なかなか勇ましいが、唯一平然と反論する金色の騎士には手を焼いたり、この世ならざる者（オバケ等）相手に臆病。かなり強欲で利益のためなら卑劣な手段も厭わない性格。
アブクーバ（Abquhbah）
ヒューム男性。
アトルガン白門の傭兵派遣会社サラヒム・センチネルの人事担当者である。
NPCとしてはサラヒム・センチネル本社の玄関そばに立ち、サラヒム・センチネルのシステム指南と冒険者への勤務評価の伝達という役割を務めている。
数多といる傭兵一人一人の評価を逐一覚えている。
アルクーバ（Arcuhbah）
サラヒム傭兵士官学校の教頭。種族はヒューム。
コジョ・サラヒム（Koja Salaheem）
サラヒム傭兵士官学校の校長。種族はミスラ。
ファルズン（Falzum）
傭兵派遣会社サラヒム・センチネルの社員。
種族はエルヴァーン。
プレイヤーと同じ日に傭兵となった同期であるが、階級の差から「後輩」として扱われている。
初登場はクエスト「昇進試験〜傭兵長」など。
性格は極めて弱気であり、任務達成度も著しく低く、社での評価も高いとはいえない。彼特有の土下座モーションがある。
クベ・イジューラ（Kubhe Ijyuhla）
NPCの一人。種族はミスラ。
アトルガン白門の常設NPCで、「友情のカルテ」のオファー主。また、「昇進試験〜少尉」「昇進試験〜中尉」で登場する。
普段は相方のトカと蛇王広場にたたずみ、サラヒム・センチネル社にまつわる黒い噂などを冒険者に伝える町人。
トカ・テルポスカ（Tohka Telposkha）
種族はミスラ。
アトルガン白門の常設NPC。また、「昇進試験〜少尉」「昇進試験〜中尉」で登場する。
普段は相方のクベと白門噴水広場にたたずみ、サラヒム・センチネル社にまつわる黒い噂などを冒険者に伝える町人。
ヤスミール（Yasmeel）
NPCの一人。種族はヒューム。
「昇進試験〜少尉」「昇進試験〜中尉」で登場する。
ツァヤ自警軍の出で、サラヒム傭兵士官学校に士官候補生として入学。
自警軍出身とあってか場慣れしており、他の候補生たちを牽引していく役割を担うことが多い。
その優等生ぶりに、ロンジェルツをして「委員長」と呼ばせるほど。
自警軍から傭兵に転向した経緯・目的などはまったく不明。
ロンジェルツ（Rongelouts）
サラヒム傭兵士官学校の主任教官にして、歴戦の勇士。
階級は軍曹。
初登場時ですでに特務曹長（軍曹の2階級上）。

#### 五蛇将
魔笛を安置している封魔堂の扉を開くカギ五鏡を所持する、5人の皇国軍将校たち。一騎当千の猛将と称されるだけあって、どの将軍も桁違いの戦闘力を誇っている。市街戦の開始・終了を告げる鬨の声を上げる。
任命は天蛇将に任されており、5人以上選んでもいい。天蛇将のみ任命は聖皇が行う。なお、天蛇将は臨時職としてあり、天蛇将は聖皇ウルタラムの時代から出来た職。
「五蛇将」の名は、アトルガン皇国の象徴である蛇王ザッハークの伝承に登場する蛇の使徒と彼らの数がともに5で一致していることから、誰からともなくこのように称されるようになった。
ミリが入る以前は四将軍と言われていた。
ルガジーン（Rughadjeen）
種族はエルヴァーン。
魔笛を安置している封魔堂の扉を開くカギ五鏡を所持する。
ビシージ時の初期配置はウルタラム大通り。
天蛇将（Skyserpent General）という、五蛇将を束ねる総大将という地位にある。
ナイトであり勇者バルラーン使用していた国宝である両手剣アルゴルを携えている。長身痩躯、整った容貌に落ち着いた物腰。なお、彼が天蛇将になる前はアルゴルの代わりにダークファルクスを背負っていた。皇都の
2年前、皇族元帥ミッサードの大隊長であったが、ミッサードに兵の増強を頼んだが、聞く耳を持たず不敬罪として一兵卒に落とされた。蛮族の侵攻時にミッサードが逃げ出して、臨時で指揮を執る。火災が発生している建物でアフマウとアウゼンが子供を救ったが、アフマウが倒れて、ルガジーンが救出に向かった救出後は味方を指揮して戦ったが、軍から謹慎命令が下された。その功績を認められてアフマウ（ナシュメラ2世）に天蛇将に抜擢される。その時にナシュメラ2世からアルゴルを授かる。
ガダラル（Gadalar）
種族はヒューム。
炎蛇将（Flameserpent General）で、魔笛を安置している封魔堂の扉を開くカギ、五鏡を所持する。気性が激しく、上司に暴言を吐くこともある。
東部戦線では、黒魔道士で構成されている魔滅隊総隊長で敵から「羅刹」と恐れられ、東方の大君から「真の武人」と言われる。
部下を死なすことを許さず、東部戦線で部下であるシャイーハを自らを手土産にして、敵に亡命する事を進言した。また、ルガジーンはガダラルは部下への篤さ良いと認めている。
ルガジーンとの出会いは東方戦線で敵と戦っている最中に出会い、ルガジーンを敵と見て攻撃した。
平常時は、ワジャーム樹林方面の門を監視している。傭兵達を金で動いているという理由で嫌っている。
ミリ・アリアポー（Mihli Aliapoh）
種族はミスラ。
水蛇将（Waterserpent General）で、魔笛を安置している封魔堂の扉を開くカギ五鏡を所持する五蛇将の一人。一人称は「僕」。
五蛇将の中では5番目に入ってきた。
アトルガン皇国の属国ツァヤの出身で、祖国の期待を一身に受けている。元々はツァヤの裕福な農家の家庭に生まれたが皇国から新農地法がされて施行され、生活は一変して貧乏になり、皇国からツァヤにパパヤ栽培をするよう命令され、栽培は失敗し、ミリの母は死亡。
13歳に年齢を偽り自警軍に入ろうとした年齢が知られて、暗殺者を育てている特殊秘密部隊「ツァヤ自由軍」に入隊され、ミリは表向きは死んだとされた。
全ての訓練が終わり、ワラーラ寺院に送られた。学生の時にアフマウと知る。ツァヤに関わった皇国関係者を暗殺し次に聖皇暗殺の命令が下り、暗殺は失敗に終わり不滅隊と蛇将達に追われるもアフマウに助けられて、アフマウの思いを見て、自由軍と別れルガージンの下で防諜任務に当たる。功績が認められて水蛇将に任命される。
傭兵を嫌っており、将軍であるため傭兵から親しく接せられる事を嫌う。
冒険者に食ってかかる強気な一面も見せるが、捕虜になった時は弱気になっている。
ザザーグ（Zazarg）
種族はガルカ。
土蛇将（Stoneserpent General）で、魔笛を安置している封魔堂の扉を開くカギ五鏡を所持する。
代々軍人で転生ている。数多の戦場を知る歴戦の勇士で、兵士と寝食を共にし、誰にでも気さくに声をかける。「ガハハハ」と笑う。
アトルガンに来る前はバストゥーク共和国に生まれ、バストゥークの第四共和軍団第七独立戦隊の千人隊長、黄金銃士隊長を務めていたが、パルプロ鉱山の現状を見て、政府に不信感を抱き辞表を出し、違法な方法で皇国へ向かいフリーの傭兵として働く。サラヒム・センチネル設立後は入社。功績が認められ傭兵学校初代校長に任命される。ザザーグの功績を許さない軍の者によりザザーグが銃士隊長であることが皇宮で知られて、皇宮に呼び出されラズファードから「バストゥークと皇国が戦う場合どうする？」と問われザザーグは祖国と皇国にも戦わないため「辞職する」と答え、ラズファードが必要とする指揮官と見て、ザザーグを皇国軍の将軍に入るよう命じた。ザザーグは皇宮に呼び出されるまで階級は少佐だった。
黄金銃士隊長時代の5人の部下がザザーグと再会し喜んでいたが、蛮族が侵略し、戦ったが、戦闘終了後ラズファードに呼び出され、当時の部下と祖国と切ったのではと問われて、ザザーグは部下ではないことを言った。その後、ルガジーンから必要な将軍と見て任命された。
傭兵時代に敵の作戦の予測、戦況の即応力が的確で、多くの仕官が聞きにきていた。
過去バストゥークに行くと会うことができる。
平常時は、バフラウ段丘方面の門を監視している。
ナジュリス・パレビア（Najelith Vareviya）
種族はヒューム。
本名ナジュリス・タイラ（Najelith Taira）。
魔笛を安置している封魔堂の扉を開くカギ五鏡を所持する。
五蛇将の一人で、風蛇将（Galeserpent General）。
元第11弓兵隊所属。
休暇中だったナジュリスが敵将を狙撃するため休暇を無視して、出動したが、ヤシュトラ中隊長の命令を無視するも狙撃が失敗し敵を皇都に呼び出してしまった。ルガジーンに責任を問われ、ナジュリスは弟と街の人々を救えなかった事に責任を感じていたことを見たルガジーンはナジュリス・タイラは斬首刑にされたことにして、贖罪としてナジュリスをナジュリス・パレビアとして名を付けて天蛇将直轄の特殊部隊隊長として任命する。五蛇将に入った時期は不明。
本人も東国の英雄「ヨイチ」と並び称される弓の天才。
上等傭兵アサルトで捜索するライアーフ二等兵は実弟であり唯一の肉親。常に弟を気遣っている。
ナジュリス、ライアーフの父も軍人で、皇国軍で弓の師範を行っていた。

##### 五蛇将の部下
ビヤーダ（Biyaada）
NPCの一人。種族はヒューム。
アルザビ人民街区にてルガジーンの付き人を務めている。

## ミッションの関係者

### 三国ミッションの関係者

#### 獣人軍の関係者
闇の王（Shadow Lord）
声 - 若本規夫（アテレコPV）
現在より20年程前に突如としてヴァナ・ディールに現れ、獣人連合軍を組織した、闇の血族の首魁にしてクリスタル戦争を引き起こした張本人。
各地の獣人を一つにまとめ上げ、一斉に人間側諸国に攻撃を仕掛けて来た。
カムラナートの手腕で、バラバラだった三国が連合して獣人軍への反撃に転じた結果、公式発表にはバストゥークのミスリル銃士隊隊長フォルカーの手によって討ち滅ぼされたとされる。
正体は北の地を調査していたラオグリム。
冒険者一行に倒された後、ザイドの呼びかけによりラオグリム本来の姿に戻ったが、ジラート兄弟の召喚したクリスタルの戦士達から冒険者一行を救うため、再び闇の王の姿をとり、内破した。
『LORD of VERMILION』にも登場。
ラオグリム
闇の王の正体。30年前に行われた北の地の調査で行方不明になった語り部にしてミスリル銃士隊隊長。
詳しくは、#ガルカ族を参照。

### プロマシアミッションの関係者
テンゼン（Tenzen）
声 - 後藤ヒロキ（アテレコPV）
拡張データディスク『プロマシアの呪縛』で登場する主要NPCの一人。
「東の国（ひんがしのくに）」よりの使者。「虚ろ」の調査のため、ジュノを来訪した。
種族はヒューム。武士と呼ばれる存在であり、侍の技を使う。天つ水影流の使い手。
ミッションでは、虚ろに関わる事件をめぐり、冒険者やプリッシュらと様々な場所へと赴くことになる。
彼が持っている刀は鳳凰丸といい霊獣フェニックスの力を持つ特別な一品とのこと。応報丸という刀も携えており、通常時にはその刀を鞘に収めている。
一人称が「我輩」、敬称が「殿」、語尾に「ござる」等といった口癖を持つ。
プロマシアミッション序盤から登場し冒険者と共にセルテウスを追いかけてきたテンゼンだが、ミッション終盤では冒険者の前に敵として立ちはだかることになる。セルテウスは冒険者を「光の器」とし、そして死をもたらすことでその光を母なるクリスタルに還してアル・タユの巨大クリスタルを維持しようとしていたが、この方法では冒険者は死ぬことになってしまう。
本来はテンゼンのもつ鳳凰丸に宿ったフェニックスの力で冒険者を蘇らせるつもりだったのだが、その目的を知ったバハムートが放ったメガフレアの直撃を防ぐために鳳凰丸の力を使い果たす。
テンゼンは冒険者の前に立ちはだかった理由を話し、セルテウスの方法を否定する。
その後フ・ゾイの王宮に到達した際、ウルミアやスカリーZ、チェブキー兄妹はプロマシアの声に惑わされてしまうがテンゼンはこれに抵抗し、正気を維持したままル・メトの園の奥まで行動を共にする。
エピローグではひんがしの国を侵食していた虚ろなる闇の活動が止まったという報告を受けるのだが、その影響で残っている争乱を収めるためにすぐにひんがしの国へと帰ることになる。
セルテウス（Selh'teus）
声 - 内山昂輝（『ディシディア』）
プロマシアミッション冒頭から登場する重要NPCの一人。当初は名乗らないため名前が分からない状態で「謎の少年」となっているが、ミッションを進めるうちにわかるようになる。
プレイヤーが行くプロミヴォンの先に度々登場し、クリスタルを虚ろに蝕んでいく。
デルクフの塔で初登場し、冒険者とはジュノ上層で初めて出会う事になる。
彼は古代クリュー人の一人であり、かつてプロマシアと戦っていた人物で、復活を阻止するべく虚ろなる闇を消滅させるべくその身に宿し死したが、それでは効果がないためにフェニックスにより蘇生された後、プロマシアに追い詰められるが明星の巫女イブノイルが命をもってプロマシアを封印した事で難を逃れる。
その後プロマシアを倒すか、復活させない方法を模索し、プロマシア復活条件の人間達を吸収する、虚ろなる闇を吸収するのどれかが欠ければ復活は防げることで、倒す必要が無いことに気づいた。復活阻止のためアル・タユを落とさせない事で、そのためにはアル・タユを支える巨大クリスタルに光を満たす必要があり、各地テレポート地点やソ・ジヤの地下等にある巨大クリスタルから光を吸い出していたが、虚ろなる闇を宿している彼がクリスタルの光を紡ぐ事は出来なかった。そのため彼は冒険者に不思議なアミュレットを手渡し力を注ぎ込み、冒険者自身を「光の器」としようとした。
各地を回った冒険者はセルテウスの思惑通り光を集め、そしてアル・タユへと到着し、そこで「光の器」となった冒険者に死をもたらすことでその強い光を得た命を母なるクリスタルに還しアル・タユの巨大クリスタルの維持を図り、冒険者を殺害しようとしたが、プリッシュの望みやナグモラーダの妨害もあり寸前の所で阻止された。そしてプリッシュと冒険者の強い意志を見て彼は再びプロマシアと対峙する事を決意する。
プロマシアとの最終決戦に於いて、彼は遂に冒険者やプリッシュと共闘する。
『ディシディア ファイナルファンタジー オペラオムニア』ではプレイアブルキャラクターとして登場。
ジャボス（Jabbos）
種族はガルカ。ムバルポロスでモブリン達と共に生活している。
プロマシアを崇め人間を滅ぼそうとするモブリン達に心を痛め、争いをやめるように彼らを説得する日々を送っていた。
そんな折にプロマシアのことを追う冒険者達と出会い、以後行動を共にすることとなる。
非常に物静かで口数が少なく、争いを好まない温和な性格。
バハムート（Bahamut）
声 - 石塚運昇（アテレコPV）
霊獣の一。空の覇者の異名を持つ真龍達の王。
プロマシアミッション冒頭でシュ・メーヨ海の沖から登場し、同ミッションでも重要な役割を持つ。
セルテウスと契約を結んだ霊獣達の1体で、「世界の終わりに来る者」を滅ぼす事で破棄されることになっている。セルテウスがそれに失敗したら、この契約は長い月日を得て履行されることとなる。
その姿は歴代ファイナルファンタジーシリーズのそれを踏襲したものであり、今まで存在していたドラゴン族およびウィルム族とは一線を画す、「竜人」に近い。
かつてジラートの王により「楽園への扉」が開かれようとした時、霊獣バハムートはクリューの民とともにジラートの企みを防ぐべく戦ったが、「楽園の扉」は一度開かれ、神都アル・タユが「真世界」へと転送され、彼は自らを閂とすることで「楽園の扉」を塞ぎ、シュ・メーヨ海の底、ヴァナ・ディールと「真世界」アル・タユの狭間で長きに渡り封じられる事になる。
「世界の終わりに来る者」が現世に戻ってきたのを感じたバハムートは現代に復活し、かつての契約に従い、眷族である真龍を自らの元へ集結させる。
プロマシア復活阻止のため、バハムートは「ヴァナ・ディール」を守るために人間を滅ぼすと宣言する。
バハムートは自らに立ち向かってくる冒険者達に対し、「世界の終わりに来る者」はアル・タユに存在する強力な虚ろの闇の持ち主である事を知らせる。
セルテウスの考えで、冒険者を利用していることを知ると態度を急変させ、一同を消し去ろうとするが、テンゼンの機転で「鳳凰丸」から放たれたフェニックスの半身の犠牲によって、バハムートは撤退。
最終決戦の折、プリッシュが自身の魔晶石をプロマシアに打ち込み、それが母なるクリスタルに帰ったことにより、いつの日かプロマシアが復活することを予感したバハムートは、その時を待つことなく契約を履行するため、再び眷属を率いてリヴェーヌへと降り立つ。
ディアボロス（Diabolos）
声 - 若本規夫（アテレコPV）
5霊獣の一で、夢を司る霊獣。属性は闇
虚ろなる闇に蝕まれた人間を住まわせるため、夢の世界デュナミスを作り出した。
プレイヤーとはプロマシアミッション第三章第五節「神を名乗りて」で対峙し、その後も姿を見せる。
デュナミスの創造に代表されるように、避難場所、もしくは逃げる場所を設けることで人間を保護する意思を持っていると見られる。しかし、自らの行いによって起きた結果については無頓着だが、悪意は無い。

### アトルガンミッションの関係者

#### アルタナ諸国（アルトガン）
ライファル（Raillefal）
アトルガンミッションに登場するエルヴァーン種族
元サンドリア神殿騎士で、冒険者より後にサラヒム・センチネル社に傭兵として入社。
アトルガンミッションを進めていくと、諸事情によりサンドリア王国に帰還することとなる。詳細は、サンドリア王国（The Kingdom of San d'Oria）を参照。
トラビアルス（Travialce）
サンドリア王国に仕えている。エルヴァーン男性。アトルガンミッションにて登場する。
サンドリアには珍しく東方の忍びの技を身につけた者で、物陰から音もなく現れることも。
王立騎士団長ラーアルの命により、ライファルを追跡しその動向を密かに調査していた。ストーリーが進むとライファルに代わりアルザビに潜入。アトルガン皇国の調査を密かに進めている模様。
職務に忠実な隠密、寡黙とも取れるイメージで登場したが後のイベントシーンで意外に多弁であることが判明。また公式HPにおいて、主に命じられて「ぱっと見て分かる皇国情報」を製作。
ロディンコミディン（Rodin-Comidin）
ウィンダス連邦所属のタルタル男性。
アトルガンミッション「遇人の内懐」にも登場。
普段は、オートマトン工房の前で、中に入る口実を思案していのだが、母国よりアトルガン皇国調査の命を受け、アルザビに潜り込んでいた。
特命全権大使カラババ来訪の際に出迎え役を務めるが、カラババの名前を何度も間違えてしまい血の制裁の餌食になる。
それでも己の任務を全うすべくカラババとそのお供キング・オブ・ハーツの吹っかける無理難題解決のためにアルザビを奔走する。
カラババ（Karababa）
ウィンダス連邦からアトルガン皇国に遣わされた特命全権大使。
お供のカーディアン「キング・オブ・ハーツ」を従える。態度は高圧的。特徴的な高笑いをする。
アトルガンミッション「特使の御楯」では、仲間として一緒に戦う。
キング・オブ・ハーツ（King of Hearts）
カーディアンの一つ。ハート系列のNo.2に位置する。
アトルガンミッションで、ウィンダス連邦から派遣された特命全権大使カラババのお供として登場する。
口調は極めて高圧的であり、カラババ曰く、航海中に内部の星の木の実が湿けてしまい、頭が少し異常をきたしているとのこと。
カラババにはあくまで忠実で、彼女の暴走を抑えるどころか負けず劣らずの大暴れ振りを見せる。強力な魔法まで習得して、二人揃うと手がつけられない。

#### ひんがしの国
ゲッショー（Gessho）
異端の「かどで教団」を追放され、アトルガンに傭兵の口を探しにきたというヤグードの両手刀装備の忍者。
尊大な態度を取りがちなヤグードのなかではかなり礼節をわきまえ、近東と東方諸国との情勢にも深く精通している。
キキルンに羽根を抜かれて怒り、アトルガン皇宮から門前払いを食らい、カラババからバーストIIを食らうなどをしている。
実際の正体は、東の国の間者（スパイ）で、膠着した戦線を打破する秘策を皇国軍が準備中との報の真偽を確かめ、事実であれば阻止せよとの帝の勅命を受け、傭兵として活動しつつ、皇国と敵対する蛮族らと接触を図っていたが、皇国の秘策についてはすべてを掴む事は出来ず、蛮族達も粗暴で同盟を結ぶに足りる者は数えるほどしかいなかった。
その後ルザフと共闘関係を結び、共に皇国と戦う盟約を結び、この時フリットを通じて戦と天変地異にて荒廃した東の国への多額の資金援助が申し出られ、イフラマドの隠し財宝を使うようにとタラッカ入り江に取りに向かった先に、同じくフリットの画策でこちらは財宝の警護に向かった冒険者達と戦うことになる。

#### 反アトルガンの関係者
ルザフ（Luzaf）
声 - 小西克幸（アテレコPV）
アトルガンミッションに登場する一人。故人。
約200年前にエラジア大陸西部に存在したイフラマド王国の王子。種族はエルヴァーンで特殊グラフィックとなっている。
故国であるイフラマド王国を滅ぼされ、ブラックコフィン号を駆りアトルガン皇国に抗った王子ルザフだが、戦死する。
死の間際、海の底へと沈み行くルザフはイフラマド王国の守護神オーディンに復讐を願い、オーディンの従者、かつその「よりしろ」としてブラックコフィン号と共に200年後のエラジア大陸に蘇った。
ヴァルハラの使者であるフリットと、フォモルと化した部下を従わせ、ルザフは蛮族達と共に「鉄巨人」アレキサンダーを破壊しアトルガン皇国を滅ぼすべく暗躍する。
しかし、アフマウことナシュメラ2世との出会いにより、彼の運命は大きく変わることとなり、アフマウの純真で真摯な心に触れたルザフは、200年経った今では復讐など既に意味のないと確信する。
そしてルザフは、オーディンの化身となる盟約に抗い、アレキサンダーとの「最終戦争」ラグナロクを回避するためにアフマウと共にラズファードに立ち向かう。
なお、コルセアではかつて海に在った海洋国家イフラマド王国の栄枯盛衰を今に伝えるものである。

### アルタナミッションの関係者

#### アルタナ諸国（アルタナ）
ラジュリーズ・B・バルマ
サンドリア王国軍の鉄鷹騎士隊隊長の男爵。種族はエルヴァーン。
「マヤコフ舞踏団」のショーの常連。
非常に気さくな人物であり、プレイヤーがサンドリア王国軍に所属していようとしていなかろうと構わず、親しく話しかけてくる。舞踏団団員のポーシャに好意を持っている。
鉄鷹騎士隊隊長というだけあり、その戦闘技術は相当のもので、闇の王親衛隊相手に圧倒的な強さを見せつける。
ラヴォール村の戦いにおいて、冥護四衆のオドラールと交戦した際に、別の冥護四衆であるアクウィラから呪いを受ける。
マヤコフ（Mayakov）
水晶大戦期に人気を博した「マヤコフ舞踏団」の女性団長。
基本的に丁寧な言葉を使うよう心がけてはいるが、男の言葉遣いになり、団員のガルカを仰け反らせるほどの迫力を放つ一面を持つ。
性格はラジュリーズ曰く「いいヤツだが、少し頑固でわがまま」。
なお、「マヤコフ舞踏団」は、獣人血盟軍に対するレジスタンス組織であるという一面を合わせ持ち、マヤコフ自身も高い戦闘技術を有する。
ポーシャ（Portia）
「マヤコフ舞踏団」の団員で、踊り子。種族はヒューム。
ダンサーとしての舞踊だけでなく、武踊に関しても「マヤコフ舞踏団」の中でもトップクラスの腕前を持つ。その腕を買われ、ラヴォール村に救援に向かう王国騎士団鉄鷹騎士隊の助っ人として、団長マヤコフと共に従軍する事になる。
リリゼット（Lilisette）
声 - 加藤英美里（アテレコPV・『ディシディア』・『グラブル』）
「マヤコフ舞踏団」の新人で、性格はかなり強気。
新人ではあるが、厳しい入団審査を一発でクリアしたという腕前を持ち、「月影の胡蝶」と呼ばれる舞踏団の中で高い人気を誇るトップダンサーでもある。
父はエルヴァーンのラジュリーズで、母はヒュームのポーシャというハーフである為、体格はヒュームそのものだが、耳が長い。
なお、プレイヤー同様、現在世界から過去世界へと時を渡ってきた人物。
本来、水晶大戦期にはオーク帝国軍に蹂躙されなかったはずのラヴォール村が、既に蹂躙されて、その為に援軍を送る必要のなかったラヴォール村へラジュリーズが援軍に向かう事など、現在世界で語られる歴史とは異なっている部分が数多く存在している事に疑問を感じており、その事を知っているであろうケット・シーを捕らえようとしている。
『ディシディア ファイナルファンタジー オペラオムニア』ではプレイアブルキャラクターとして登場。

#### 「黒き未来」から来た者達
水晶大戦が続く「黒き未来」から来た人物達で、大戦を続けさせるために暗躍している。オーディンと契約している。
レディ・リリス（Lady Lilith）
声 - 斎藤千和（アテレコPV）
冥護四衆を配下にもつ、黒き未来から来た女性。
正体は黒き未来のポーシャとラジュリースの娘リリゼット。黒き未来を救うため闇の王と一時協力する。
オドラール（Haudrale）
冥護四衆の一人にして、獣人血盟軍闇の王親衛隊にて、錆鷲騎士隊の隊長。
アクウィラ（Aquila）
冥護四衆の一人にして、獣人血盟軍闇の王親衛隊にて、骸龍親衛隊の隊長。
ガラリグ（Galarhigg）という名前の龍を召喚しプレイヤーにけしかけるも、倒されてしまうと泣きじゃくるという子供の様な性格をしている。
ラゾース（Larzos）
冥護四衆の一人にして、蒼鉛銃士隊隊長。
ロベルアクベル（Robel-Akbel）
冥護四衆の一人。顔を包帯で隠しており正体は不明。体型はタルタル。
自身がウィンダスの大魔元帥ロベルアクベルと称しているが、偽者。
リリスや他の四衆と違い目的はウィンダスと星の神子を救う。
4人目の冥護四衆（Fourth Spitewarden）
欠員を埋めるために召喚された冥護四衆の一人。正体は黒き未来の冒険者。

#### その他（アルタナ）
ケット・シー（Cait Sith）
声 - 小桜エツ子（アテレコPV・『グラブル』）
二本足で歩く目の大きな猫のような存在。過去世界へ足を踏み入れた冒険者を「アルタナの神兵」と呼び、何かをさせようとしている。
現在、アーン（Aon）、ダー（Dha）、トゥリ（Tri）、ケッヘ（Ceithir）、コーキ（Coig）、シーア（Sia）、ソホク（Seachd）、オフク（Ochd）、ヌーイ（Naoi）というゲール語で1〜9の数字を表している名前を持つ9体のケット・シーが存在している事が確認されている。

### アドゥリンミッションの関係者
アシェラ・V・アドゥリン（Arciela）
声 - Lynn（アテレコPV） / 早見沙織（『ディシディア』）
アドゥリンミッションで登場する主要NPCの一人。
神聖アドゥリン都市同盟の十二名家・アドゥリン家の長女。同盟国家の同盟主を務めている。
メルヴィン（Melvien）
十二名家の一つ・ウォルタリス家の当主。財務大臣を担当。
テオドール（Teodor）
謎の多い壮年の男。
ロスレーシャ（Rosulatia）
リフキン族の女王種。アドゥリンに存在する全リフキン族の支配者。
ユグナス・S・アドゥリン（Ygnas S Adoulin）
アドゥリン家の当主。アシュラの兄。

### 星唄ミッションの関係者
イロハ（Iroha）
声 - 小清水亜美（アテレコPV） / 水瀬いのり（『ディシディア』・『グラブル』）
星唄ミッションで登場する主要NPCの一人。ひんがしの国の出身。
滅びの未来からやってきたと語る少女で、未来で師匠となるプレイヤーの元にやってくる。滅びの未来を回避するため、プレイヤーを導く。
『ディシディア ファイナルファンタジー オペラオムニア』ではプレイアブルキャラクターとして登場。
ヴォルトオスクーロ（Volto Oscuro）
星唄ミッションで登場する主要NPC。謎の仮面をつけた男。

### 神々
プロマシア（Promathia）
「黄昏の男神」と呼ばれる男神。
死を望み、アルタナはクリスタルの力を使いプロマシアを人間として蘇らせるもプロマシアは満たす事が出来ず、死ぬために「世界の終わりに来る者」を求めた。
1万年前に古代ジラート人が「世界の終わりに来る者」プロマシアの「器」が1体化したが、イブノイルによって封印される。
天晶暦884年、「真世界」に入ってきたナグモラーダによってプロマシアの「器」の封印が解かれ復活し、ナグモラーダを吸収した。
冒険者達のとの戦いで虚ろなる闇を失うが、最後の抵抗をする5つのもクリスタルに防がれる。最後は光となりクリスタルへと向かった。
なお、プロマシアの死への望みに理由を、セルテウスは「闇だけをだかえて生きることを終わらせたい」と言う。
アルタナ（Altana）
「暁の女神」と言われている女神で、5種族を創造した女神。
アルタナを信仰している「アルタナ教」が存在し、教義は「楽園への導きを求める」。
宗派は多くあり、下記に記す。
- サンドリア国教会
- アイメルト派
- タブナジア派
- 星の神子信仰
- 南方アニミズム
- 語り部信仰

ウガレピ（Uggalepih）
トンベリ族が崇拝している女神。
教義ではトンベリを創造したとされている。ウガレピ寺院では「邪神」とされている。
オーディン（Odin）
声 - 藤原啓治（アテレコPV）
イフラマド王国の守護神にして、冥界ヴァルハラの主。ラグナロクでは「黒き神」とされる。異名は「冥路の騎士（Dark Rider）」。
天晶暦元年にアトルガン皇国は世界征服に向けてアレキサンダーを召喚させた事にイフラマド王国はこれに対抗して、多くの生贄を捧げてオーディンを召喚して戦い相打ちとなった。
700年後、イフラマド王国のルザフが死亡しルザフが皇国への復讐を祈り、200年にオーディンはルザフを従騎士として蘇らせ、代償にオーディンの化身させる事を条件とした盟約を結んだ。
ルザフがマフマウ（ナシュメラ2世）と出会いによって、現在の皇国は昔の皇国ではないと悟りオーディンと盟約を破棄してきたものの、オーディンは盟約通りにルザフを自らの化身とした。
アレキサンダー（Alexander）
声 - 銀河万丈（アテレコPV）
アトルガン皇国の守護神。ラグナロクでは「白き神」と言われている。異名は「鉄巨人」。
天晶暦元年に皇国のアルザダール帝に作られた鉄巨人を依りしろにしてアレキサンダーを召喚された。イフラマド王国は対抗するためオーディンを召喚して戦い相打ちとなる。この戦いでアレキサンダーを依りしろとなった鉄巨人は5つの破片（後に復元不能）に分解された。
皇国の歴代聖皇は鉄巨人の破片を捜し、5つの破片を見つけて聖皇ジャルザーンはガサッドと協力して、オートマトンの技術を利用して「機関巨人」を作り、ラズファードがアウゼンとメネジンを使って「ゴルディオスの結び目」を解きアレキサンダーを召喚する。
「機関巨人」となったアレキサンダーは1度に50席以上の飛空艇を攻撃できる能力を持つが、自律駆動はできず、本来の能力を発揮させるためにはオートマトンのストリンガー操作が必要される。

### その他
世界の終わりに来る者
プロマシア復活の核となる人物。生まれた場合「全ての人を滅ぼす」契約があるとされる。
正体は古代ジラート人が1つになったプロマシアの「器」で、「器」はプロマシアの意思を持つ。イブノイル封印されていたが、ナグモラーダが封印を解いた。
なお、1万年前のフェンリルの月詠みで、1万年後のタブナシアに生まれるプリッシュが世界の終わりに来る者とされていたが、暁の瞳によって虚ろなる闇が結晶化して世界の終わりに来る者では無くなる。

### カンパニエ関係者

#### 獣人血盟軍（Beastman Confederate）

##### オーク帝国軍（Orcish Hosts）
バルゴデック（Bakgodek）
オーク帝国軍の大将にして、クォン大陸方面軍最高責任者。敵に勇者が入れば敬意を表す。影武者が存在する。
バックゴデック（Bakgodek）
野豹軍団長にして「覇将（Conqueror）」の称号を持つ。ジャグナーの戦い、ラテーヌ会戦で功績を出して「覇将」の称号を得た。
グワッジボッジ（Gwajboj）
野豹軍団先鋒にして、切り裂き軍団を率いる。隻眼で剣闘士出身。隻眼になった理由は帝都で行われた剣闘試合決勝戦にて、プロッズップズと戦い片目を失った。捕虜にしたサンドリア皇国騎士の高潔な態度を見て、騎士道を学ぼうとしている。
ゴチャックズック（Gochakzuk）
野豹軍団所属にして、墓送り軍団を率いる。
ロッジグノッジ（Rojgnoj）
禿鸛軍団長。異名は「葬将（Deathlord）」、「梟将」。過去に親に売られた剣奴だったが、天覧試合で優勝したことによって皇帝に護衛官として任命されて、遠征では将として抜擢される。
プロッズップズ（Prozpuz）
禿鸛軍団先鋒にして、プロッズプッズ皆殺し軍団を率いる。異名は「三眼のプロッズップス（Three-eyed Prozpuz）」。
ジャギドボッド（Jagidbod）
禿鸛軍団刈手族族長。性格は陽気。知能は高く、クゥダフ語と人間を理解でき、デーモン族の魔道戦車を見て、人力で動く戦闘機械を開発。過去にベドーに留学したことがある。
ジャギドボッドウォーマシン（Jagidbod Warmachine）
ジャギドボッドが造った戦闘機械。ジャギドボッドが搭乗して戦う。
ドッグヴデッグ（Doggvdegg）
禿鷲軍団長。生没年：天晶歴820年頃 - 天晶歴863年。異名は「王殺し」。
天晶歴851年に旧東王派の貴族の依頼でサンドリア王グランテュールと護衛十数人を一人で殺害。
天晶歴858年の百蛮戦争で闇の王軍のデーモン兵を300人倒す功績を挙げるも、戦後オーグ軍は負けてドッグヴデッグはズヴァール城へ幽閉されるも解放されて復帰する。
水晶大戦では862年にジャグナーの戦いでサンドリア王立騎士団を撃破して3週間王都を包囲。
最後はザルカバード会戦でフィリユーレと戦い死亡。
グッドルッド（Gudrud）
禿鷲軍団グッドルッド隊を率いる女性。
ドッグヴデッグの監視役だが、ドッグヴデッグの片腕として活躍している。
バッドギッド（Vatgit）
禿鷲軍団長牙氏族隊族長。名を上げるためクォン大陸一族と共に渡ってきた。強襲作戦を得意とする。
グナッドガッド（Gnadgad）
髪犬軍団八つ裂き旅団の長。異名は「毒手のグナッドガッド」。
元々は軍医であったが、軍法を犯して旅団に服役していた。刑期を満了したが、原隊復帰させないため両手に猛毒を塗って医術を捨て、旅団に残った。
毒を塗ったおかげで暗器として使うようになった。
アンデルス（Anders）
髪犬軍団のノール族で構成された遊撃部隊月牙隊隊長。異名は「狼将アンデルス（Alpha Gnole Anders）」。
アルタナ連合軍の補給基地、村落を襲撃。

##### クゥダフ兵団（Quadav Shieldwarriors）
ザ・ダ（Za’Dha）
クゥダフ族の王で、金剛王（Admantking）。
金剛王とザ・ダは次の王に受け継がれる称号と名でこのザ・ダの在位は不明。
ディ・ダ（Di’Dha）
武装親衛隊ディ・ダ師団を率いる、現ザ・ダの弟にして、第二王位継承者。異名は「金剛拳（Adamantfist）」。
王卵損壊の嫌疑で幽閉されていた時期がある。水晶大戦の出兵前に穏健派を鎮圧していたため、ザ・ダから第二王位継承者に指名され、親衛隊を任されている。
ギ・ギ（Gi’Ghi）
武装親衛隊ギ・ギ師団を率いる。異名は「岩割（Rockchopper）」。
由来はグロウベルグ会戦にて、使役獣が敵を石化させ、敵を集めてゲームの的として割ったことから来ている。
ノ・モ（No’Mho）
武装親衛隊ノ・モ師団を率いる。異名は「真紅の鎧（Crimsonnarmor）」。
由来はグロウベルグ会戦にて、鎧が多くの返り血を浴びたことから来ている。
ゴ・ダ（Go’Dha）
親衛隊略奪隊ゴ・ダ師団を率いる姫にして、第一王位継承者。異名は「翡翠姫（Jademaiden）」。清潔癖がある。
ゴ・ブ（Go’Bhu）
親衛隊略奪隊ゴ・ブ師団を率いる。異名は「勇者狩り（Herohunter）」、「ほら吹き（Gascon）」。
雄弁家にして天才。金剛王の御伽集にも載っている。
水晶大戦後は、失策を重ねた結果「ほら吹き」と呼ばれることになった。
ビ・ゴ（Bi’Gho）
クゥダフ装甲兵団を率いる巫女。異名は「首刈り（Headtaker）」。
慈悲深く、敵の首を切り落とすことを心がけているが、密かに生んだ卵が孵化の時期を迎え、落ち着きがなくなっている。
水晶大戦後は、敵の首に切り込みを入れてもがく様子を楽しむ残虐な性格に変わっている。
ボ・ド（Bo’dho）
ワールン装甲兵団を率いる全装甲兵団筆頭。異名は「百烈拳（Hundredfist）」。
500歳で、未だ衰えることがなく、黒い甲冑を着て戦場へ行く。
デ・ビュ（De’Vyu）
ベドー突撃兵団を率いる全突撃兵団筆頭。異名は「首集め（Headhunter）」。
信仰心が高く祖神ド・ヌを鎮めるため自分が倒した連合軍の将士の首を集めて、干した首を祭壇に捧げる。
水晶大戦後も首集めは変わっていなかった。
ド・ボ（Do’Bho）
ダードフ突撃兵団を率いる戦術家で、女性。異名は「毒尾（Venomtail）」。
囮部隊で敗走を装い伏兵で敵を殲滅する戦術を得意とする。
ガ・ド（Ga’Dho）
ヴード突撃兵団を率いる。二王卵から生まれ弟のグ・ドと連携して戦う。
グ・ド（Gu’Dho）
ヴード突撃兵団副団長。

##### ヤグード教団軍（Yagudo Theomilitary）
ヅェー・シシュ（Tzee Xicu）
ヤグード教団指導者にして、現人神（the Manifest）。性別は女性。生没年：天晶歴827年 - 。
第七次ヤグード戦没後にギデアス近郊にい入った武装農家の第19子として生まれたが、連邦の襲撃で一家は離れ離れになり、シシュはミスラ族の獣使いに拾われて、共通語を教えられて酒場で美声の珍鳥として歌わされていた。
4歳で脱走して、ギデアスに帰ってきたもののヤグード語を理解していなかったため異端審問にかけられて処刑されかけたが、神聖戦闘楽団の楽長が尋問を傍聴していてシシュの美声を気に入り、処刑を中止してシシュを楽団に入団された。
声楽家として活躍していたが、ソー・ルマがシシュの声が神の域に達している事からシシュを神の化身と認定。
天晶歴858年に闇の王が教団の服従を迫って来て抗戦をしようとしたが、闇の王の軍事力を見て断念し服従した。
水晶大戦では軍務にあたり自ら陣頭に立つ事もあったウィンダス連邦の都市の魔法防衛機構の盲点を知っていたため都市内を侵攻できた。
闇の王が死亡した後は、オズトロヤ城に帰還したが、アルタナ連合軍との戦いで死亡。
その後、天晶歴871年に復活。
ヴェー・キカ（Vee Qiqa）
神殿騎士隊を率いる聖女にして作曲家。異名は「審判者（Decreer）」。
シシュとは楽団時代の旧友でシシュの影武者になれるよう準備を整えている。
ユー・ムジュ（Yuu Mjuu）
神殿衛士隊長。現人神の宣託でアルトガン皇国へ留学していた。異端審問で投獄され無罪判決とされた。1児の母。
モー・オジ（Moo Ouzi）
神威布教団長。異名は「一閃（the Swiftblade）」。師匠はカザン。
居合いを得意としており、刀身が見えない。
水晶大戦後も存在している。
ムー・ブシュ（Muu Buxu）
神託暗殺部隊長。異名は「隠伏（the Elusive）」。
デー・サルモ（Dee Xalmo）
神武苦行団長。異名は「死神（the Grim）」。アー・サルモの弟子だったが、思想の違いで対立し、自身の弟子と共に神武苦行団を結成し師匠の下から去る。その後、現人神に認められ、将として迎えられた。
ヴァー・ウズ（Vaa Oozu）
神勇督戦団長。異名は「薫香（the Redolent）」。
異端審門官であり、兵の士気が低いと、上官を即席裁判で断罪するため嫌われている。
ヤー・ハカ（Yaa Haqa）
神命教導団長。異名は「敬虔（the Pious）」、「破戒僧（the Profane）」。
聖典に載っている言葉を暗誦できる。ヴー・プクゥのファン。
水晶大戦後は、多くの禁忌を犯したため、仲間に軽蔑される。汚名返上のため人間の得物を千本集める。
ヴェー・セジュ（Vee Seju）
神盾殉教団を率いる。異名は「焦熱（the consumed）」。
老人で第七次南征の英雄。葬儀を終えて、自分を倒す敵を探す。
ヴー・プクゥ（Vuu Puqu）
神聖戦闘楽団を率いる。異名は「魅惑（the Beguiler）」。
ヅェー・シシュ以来の美声と歌声で、聖楽界に入り神聖戦闘楽団長になった。
水晶大戦後にも登場。自身の魅力は人間を虜にするが、ならない者は容赦しない。
カザン（Kazan）
円月浪士組を率いる東方出身のヤグード。異名は「無双（the Peerless）」。
弟子はモー・オジの他に多くいる。

##### 闇の王親衛隊（Dark Kindred）
闇の王（Shadow Lord）
詳細は#獣人軍の関係者を参照。
シャドウアイ（Shadoweye）
闇眼軍団を率いるアーリマン。
皮肉屋で、闇の王にも軽口を言う。
シャドウハンド（Shadowhand）
闇手軍団を率いる魔女。
正体は闇百合団の一人エルヴァーン族のポゾロワ。
詳細は下記の#闇百合団（the Dark Lilies）を参照。
シャドウホーン（Shadowhorn）
闇角軍団を率いるタウルス。
シャエドウファング（Shadowfang）
闇牙軍団を率いるデーモン。
高い教養を持っている。
シャドウウイング（Shadowwing）
闇翼軍団を率いるガーゴイル。
シャドウソウル（Shadowsoule）
闇魂軍団を率いるデーモン。
シャドウクロウ（Shadowclaw）
闇爪軍団を率いるタウルス。
シャドウブレス（Shadowbreath）
闇息軍団を率いるヴァンピール。

##### 獣人血盟軍関係者
フォーローン・バンガード
獣人血盟軍精鋭隊。詳細不明。
ダークキンドレッド
親衛隊。詳細不明。
エウリュトス（Eurytos）
ウラノス家の巨人で、巨人傭兵団を率いる。獣人血盟軍側ゲスト。
カタパルトの選手であったが、ルールの改定を巡って球団と対立し引退。
クォン大陸に渡り、元選手の部下を率いて血盟軍に雇われる。
ルジーグ・R・ドラギーユ（Raigegue R d'Oraguille）
アンデッドとなった第14代サンドリア国王。獣人血盟軍側ゲスト。
詳細は#歴代の王を参照。
カイザーベヒモス（Kaiser Bhemoth）
数百年にわたり野獣の頂点に立っていたベヒーモス。異名は「皇帝」。獣人血盟軍ゲスト。
狩猟団、勇者、ベヒーモスの若い獣、真龍を倒す実力を持っていたが、現在は力が衰えている。
ブードリクス（Boodlix）
軍需商社ブードリクス社社長。獣人血盟軍ゲスト。
かつては東エラジア社に勤務していたが、首となって東エラジア社を超えるため自社を大会社にする。大会社にするため水晶大戦で傭兵を率いて劣勢にたたされている陣営に加勢する。
マークスアモン（Marquis Amon）
獣人血盟軍参謀長でデーモン。通称「アモン侯爵」。
多くの戦闘を勝利へと導いた実力者。オーディン率いるデーモンの勢力拡大のため、暗黒剣を持つザイドが闇の王を超える者として彼を引き込むためあらゆる策略を施した。
水晶大戦後は生存している。

#### アルタナ連合軍（Allied Forces of Altana）

##### サンドリア王国軍（San d'Orian Military）
ヴァレンラール・R・ダヴィル（Valaineral R Davilles）
近衛騎士団団長にして、ランペールの血筋を引く。「アルディエーヌ公」と呼ばれる。種族はエルヴァーン。
剣術は王家専属に学んだ。平常時は城の警護を務めるが、王の命令が下れば、自ら選抜して近衛騎士を率いて行く。
温厚な人物だが、勝利のためあらゆる手段をつかう。
イルヴァレール・S・クスロー（Yrvaulair S Cousseraux）
王立騎士団団長。爵位は「子爵」。種族はエルヴァーン。
高齢で昔は二王時代に活躍し、破壊工作を得意とする。家督を息子に譲り、ラヴォール村で隠居していたが、王の命令により呼び出され王立騎士団を率いる。
ミュゼルワール・B・アンシェル（Mieuseloir B Enchelles）
赤狼隊士隊隊長。種族はエルヴァーン。性格は好戦的で、強い部下を欲しがる。
ハイドラ戦隊に所属する。
アシュメア・B・グライナー（Ashmea B Greinner）
緋猪騎士隊隊長。爵位は「男爵」。種族はエルヴァーン。
緋猪騎士隊はラテーヌ会戦で父が戦死によって受け継いだ。
指揮能力は低いが二振りの魔剣を操る才能を持つ。
グライナー家を誇りに持っているため他者から声をかけられたくない。
ロジェルツ・N・ディストー（Rongelouts N Distaud）
鉄羊騎士隊隊長。爵位は「准爵」。種族はエルヴァーン。
ディストー家当主。寄せ集めである鉄羊騎士隊を王立騎士団最強に鍛える情熱を持つ。
パラルデフォー・V・ドラフル（Palardaifault V Draffles）
鉄羊騎士隊司祭。サンドリア王国の隊長達の情報を持っている。
ラディニス（Rasdinice）
鉄羊騎士隊員。
アルフォニミル・M・オルシャー（Alphonimile MAurchiat）
赤鹿騎士隊隊長にして、バタリア騎士団団長。爵位は「伯爵」。種族はエルヴァーン。
オルシャー家当主。
ラジュリーズ・B・バルマ（Ragelise B Baloumat）
詳細は#アルタナ諸国（アルタナ）を参照。
ヴェスティーレ（Vestillet）
茜隼騎士隊隊長。種族はエルヴァーン。ラジュリーズとは戦友の関係。
アルテニア（Altennia）
紅燕隊所属の騎士。種族はエルヴァーン。
ハルヴァー・M・ボーレルの妹。
フェブルナルド・C・ブリュノー（Fbrenard C Brunnant）
神殿騎士団団長にして、高位の僧。種族はエルヴァーン。
レザヴィ・X・ベルラン（Laisavie X Berlends）
銀狐隊隊長。種族はエルヴァーン。
弓術を得意としている。獣人血盟軍を憎悪しており、獣人血盟軍を神敵と見なしている。
アルテドール・I・タブナジア（Altedour I Tavnazia）
#タブナジア侯国を参照。
セラーヌ・I・ヴィルゴ（Cerane I Virgaut）
アラゴーニュ騎士団団長。爵位は「侯爵」。種族はエルヴァーン。
アラゴーニュ地方を支配しているヴィゴル家当主。偵察対をもち主執した情報を基に作戦を立案する。
フェルドロット・I・ルーアン（Feldrautte I Rouhent）
ノルバレン騎士団団長。種族はエルヴァーン。
レオノアーヌ（Leonoyene）
猛狗傭兵騎士団団長。種族はエルヴァーン。平民出身だが、王に一目置かれている。
冷酷な性格だが、気前が良い。大振りの剣とブリザド系魔法を使用する。獣人の言葉を理解する。
ノユリ（Noillurie）
薔薇傭兵団団長。種族はエルヴァーン。
東方にて武道の免許皆伝し、その時に貰った神刀「天の村雲」を持つ。東方の甲冑を装備している。
その後、ハイドラ戦隊に入隊しズヴァール城攻囲戦で行方不明となる。

##### バストゥーク共和国軍（Bastokan Military）
マックシミリアン・ベルガー（Maximillian Berger）
第一共和軍団団長。種族はヒューム。グロウベルグ会戦の雪辱を果たそうとしている。
ソニア（Sonia）
第一共和軍団軍楽隊長。種族はヒューム。
エルゼ（Else）
第一共和軍団騎兵隊長。種族はヒューム。
ルートヴィヒ・アイヒベルク（Ludwig Eichberg）
第二共和軍団団長。種族はヒューム。
アーデルハイト・シュトルム（Adelheid Sturm）
第二共和軍団偵察隊長にして参謀総長。種族はヒューム。
シュルツ流軍学を基にした情報集を用いており、「無駄のない用兵」をモットーとしている。語尾に「〜ですぅ」と言う。
ストライキング・ブル（Striking Bull）
第二共和軍団重装歩兵隊長。種族はガルガ。
インビンシブル・シールド（Invincible Shield）
本名：ギヌヴァ。生年：天晶歴738年 - 。
種族はガルカ。
百人隊長時には王立騎士団とミスラ海兵隊と戦い、千人隊長ではクゥダフ軍とサハギン工作隊の撃退、軍団長ではバストア海賊掃討作戦立案する。
水晶大戦では第三共和軍団陸戦隊隊長。この時に陸戦は不得意と言っていた。
ザザーグ（Zazarg）
詳しくは#五蛇将を参照。
エリヴィラ・ゴーゴリ（Elivira Gogol）
第一黄金銃士隊隊長。種族はヒューム。
戦略指令局の作戦に不満を持ち、強力な火力で圧倒する事を重要視している。
獣人血盟軍を「烏合の衆」と言っている。
バルトメロウス・クリューガー（Bartholomaus Krueger）
第一鋼鉄銃士隊隊長。種族はヒューム。
獣人血盟軍との衝突を避けて国力を回復が先と考えている。
クルト（Kurt）
第八鋼鉄銃士隊隊長。種族はヒューム。
車と呼ばれる東方の忍者だったが、共和国に亡命し銃士に雇われる。
無駄口を好まない。
クララ・ベスター
ミスリル銃士隊隊長。種族はヒューム。
6年前にザイドをマークスアモンから救ったが、傀儡の石の破片が体内に入る。傀儡の石が入ったことによって精神はマークスアモンの支配に変わった。最後はザイドが傀儡の石を破壊したことによって解放される。体調が回復するまで、ザイドが隊長代理を務めた。
天晶暦870年まで隊長を務めた。

##### ウィンダス連邦軍（Windurstian Military）
ルテテ（Lutete）
白羊戦闘魔導師団団長。種族はタルタル。
メタダの子孫。
プリトゥトリ（Putori-Tutori）
かつて双子戦闘魔導師団に所属していたが、魔法が不得意で、トレジャーハンターに見込まれて、ハイドラ戦隊に入った。アトチトゥトリは兄。
ゾルクアゾルク（Zolku-Azolku）
天秤戦闘魔導師団団長。種族はタルタル。
二重人格で幼少のトラウマでエダルアーダルが生まれた。魔法学校ではこの事で苦しんだ。サングラスを装着しており、理由は人格が変わると目つきも変わるから隠している。
2つの人格を持つため、ジョブも白魔道士と黒魔道士の2つ持っている。
エダルアーダル
ゾルクアゾルクのもう1つの人格。性格は凶暴。
ガリリ（Gariri）
天蠍戦闘魔導師団団長。種族はタルタル。
アルトガン皇国保護領の島で近東の古文書を解読したら紅蓮の巨人に取り憑かれて島を追放されて連邦に亡命した。
異能の魔道士「魔界幻士」を持つ。
語尾に「〜に」と付ける。
紅蓮の巨人（Flame Giant）
ガリリに取り付いた怪物。アストラル体。
ゾンパジッパ（Zonpa-Zippa）
詳しくは#五の院関係者を参照。
カイルパイル（Kayeel-Payeel）
宝瓶戦闘魔導師団団長。種族はタルタル。
2匹の精霊「フィーンド」を操り、高位精霊魔法を唱えることも出来る。
一介の冒険者、傭兵から声をかけられることを嫌う。
ロベルアクベルへの忠誠心は高い。
ロマー・ミーゴ（Romaa Mihgo）
カザムに住む前族長。種族はミスラ。
五院を嫌っている。現代では自身は古いミスラと語っている。
水晶大戦ではコブラ用兵団を率いていた。
ヴィノ・デルカオンゴ（Vhino Delkahngo）
クロコダイル用兵団団長。種族はミスラ。
西の大陸出身で、狩で生活を養っていたが、連邦から雇われた。
ルー・マカラッカ（Lhu Mhakaracca）
パイソン傭兵団団長。種族はミスラ。
幼少時に育てていたロック鳥を2匹従えている。
ハイドラ戦隊に入隊する。
ハジャ・ゾワン（Haja Zhwan）
山猫義勇団団長。種族はミスラ。生没年：天晶暦843年 – 。
自称女王ビゼヤの子孫。関西弁で喋る。
ミケ・アリョーチャ（Mikhe Aryohcha）
山豹義勇団団長。種族はミスラ。
ヤグードを怒らすためヤグードの皮を剥いだ帽子を被っている。
特徴的な喋りをしている。
ニュモモ（Nyumomo）
元老院警備隊隊長。種族はタルタル。
魔法の防壁だけどなく、物理的防備強化の必要性を説いている。

##### ハイドラ戦隊（Hydra Corps）
アルタナ連合軍が編成した多国籍部隊。戦闘力も高く隊員の持っている武器は強力。ズヴァール城攻囲戦でデュミナスに取り込まれる。
ウモンパウモン（Umo-Paumon）
クラウストルムを持つタルタル。
カパクク（Capacucu）
スファライを持つタルタル。
クパルハルパル（Kupalu-Harupalu）
鬼哭を持つ忍者のタルタル。
プリトゥトリ（Putori-Tutori）
詳しくは#ウィンダス連邦軍（Windurstian Military）を参照。
キリッチ（Killhwch）
詳しくは#アルタナ連合軍ゲストを参照。
ペルセウス（Perseus）
イージスを所有するヒューム。
ゾニア（Xonia）
ブラビューラを持つヒューム。
トゥルナリーヴ（Terounalivet）
ギャッラルホルンを持つハイドラ戦隊従軍楽士。種族はエルヴァーン。従軍以前は名の知れた吟遊詩人。
フォノヴ（Fonove）
アポリカリプスを持つエルヴァーン。
ミュゼルワール・B・アンシェル（Mieuseloir B Enchelles）
詳しくは#サンドリア王国軍（San d'Orian Military）を参照。
ノユリ（Noillurie）
詳しくは#サンドリア王国軍（San d'Orian Military）を参照。
ザウ・ヤーム（Dzhau Yaam）
グングニルを持つミスラ。
ルー・マカラッカ（Lhu Mhakaracca）
詳しくは#ウィンダス連邦軍（Windurstian Military）を参照。
ゲッベン（Ghebben）
与一の弓を持つガルカ。
フェリアスコフィン（Ferreous Coffin）
詳しくは#アルタナ連合軍ゲストを参照。

##### アルタナ連合軍ゲスト
マルナクリナ（Maruna-Kurina）
軍学者。種族はタルタル。
各ゲストの詳細を語る。ライニマードとは友人。
ティターニアを怖がっている。
ライニマード（Rainemard）
元神殿騎士。種族はエルヴァーン。
マルナクリナとは友人。クリメラの父。
赤魔道士とは気が合う。水晶大戦を腑に落ちないと見ている。
アズィマ（Azima）
バストゥーク共和国出身の錬金術師。種族はヒューム。生没年：天晶暦824年 - 。
喋っている最後の言葉がカタカナになる。
水晶大戦に登場する賞金稼ぎ。異名は「コンシュタットの魔女」。錬金術がマイブーム。
現代では老いた姿で登場。
ババン・ナ・ウェイレア（Babban Ny Mheillea）
西方に生息していたマンドラゴの亜種。
ダルザック（Dalzakk）
バストゥーク共和国出身。種族はガルカ。生没年：天晶暦835年 - 。
水晶大戦では、修道僧で自身を「冒険者」と名乗る。オグビィから格闘術を学んでいる。
現代にも登場。
オグビィ（Oggbi）
ダルザックの師匠。種族はガルカ。
直接の登場は無いものの、ダルザックのHPが50%以下に減っていれば登場する。
現代にも登場。
チョ・モーイ（Choh Moui）
クラウラーの巣に住む獣使い。種族はミスラ。異名は「蟲匠」。
虫をペットとして扱っている。ダスクレイブンとは連絡を取り合っている。
ダスクレイブン（Duskraven）
傭兵。種族はヒューム。一人称は「我」。
裏の世界と繋がりがある。巨門という両手剣の武器を持つ。自身が闇の王に戦えるか試したかった。
ダスクレイダー（DuskRaider）
ダスクレイブンの手下。多くいる。
カゲトラ（Kagetora）
エルシモ島出身の海賊にして、忍者の血を引く。種族はヒューム。
口が悪く、無愛想。エンセツと家族に会い来た。
現代にも登場する。
マートとデーゲンハルト（Maat & Degenhard）
現代にも登場する老人達。
ティターニア（Titania）
バストゥーク共和国に伝わる戯曲『真冬の夜の夢』に登場する妖精の女王。
フェリアスコフィン（Ferreous Coffin）
ミョルニルを持つ高僧。種族はガルカ。
アルタナ信者。無愛想だが、白魔道士には力を貸す。ミョルニルとは800年以上付き合っている。
ハイドラ戦隊に入隊する。
ウラ（Ulla）
バストゥークに生まれた天啓を受けた女性。種族はヒューム。花が好き。
キリッチ（Killhwch）
エクスカリバーを持つウラに忠誠を誓った男。種族はヒューム。
ハイドラ戦隊に入隊。
アシュテル（Achtelle）
アドゥリン島から来た女性エルヴァーン。「蛟騎士」と呼ばれる西方武術の使い手。ランペールに心酔している。
幼い頃『ランペール戦記』を読んで、サンドリア王国を知りクォン大陸に渡るきっかけとなった。
ブラボー（Bravo）
アシュテルの飛竜。
アレヴァト（Areuhat）
グロウベルグの山で育った女性エルヴァーン。龍神信仰をしている。
世間知らずで、街に出たことがない。虚弱体質。正体は真龍オズマヌーグ。
オズマヌーグ（Odzmanouk）
アレヴァトの真の姿。種族は真龍。
ポロッゴプリンス（Poroggo Prince）
ウィンダスの童話『蛙姫』に登場するポロッゴに似ているカエル。
ロンゴナンゴ（Rongo-Nango）
タルタルの獣使い。隠修士に拾われ、ジ・タの森で育てられた。ルンゴナンゴに心酔していたが、元老院との対立で死亡し以降はウィンダス連邦を嫌っている。
オーロラルアリコーン（Auroal Aicorn）
白い一角獣。
ルーウェンハート（Lewenhart）
吟遊詩人。種族はヒューム。
現代にも登場し、吟遊詩人の中では伝説の存在。

#### 闇百合団（the Dark Lilies）
20数年前に結成された6人の魔女達。それぞれが桁違いの魔力の才能を持っていたが、常人から恐れられた同じ境遇の者達と出会って結成された。創始者はプリティハート。
自己防衛のため古の魔術を復活するも世間からまた恐れられた。
その後、闇の王が住むズヴァール城へと向かったがアーリマンが人の姿と言葉、命を奪い魔物として生まれ変わらされた。魔物に変えられた6人は古の秘術を使用してアルタナ連合軍を苦戦させた。
水晶大戦後は再びを旅を続け、各々が離れて故郷へ戻り故郷で自分達の想いが伝わりこの世を去った。
ポゾロワ（Posequlloie）
サンドリア王国出身で種族はエルヴァーン。
生前は遠くから見守ったヒュームの青年に告白したかった。
闇手軍団長シャドウハンドの正体。
マリーズ（Maryese）
サンドリア王国出身で種族はヒューム。
生前は周りから恐れられていたが、兄だけは認めてくれた。
ゼルマ（Selma）
バストゥーク共和出身で種族はヒューム。
生前は周りから冷たく見られて、祖国や人、街も嫌っていた。魔法を使用してバストゥーク共和国内のあらゆる所を破壊していた。
死後は何もかもが懐かしかった。
プリティハート（Pretty Heart）
バストゥーク共和出身で種族はガルガ。
生前は自身と同じ境遇の者や、無い者を助けたいため闇百合団を結成。だが、自身の行動に疑問を持ち、答えを探るため故郷に戻った。
ビコ・ロンポッテ（Bikho Ronpotteh）
ウィンダス連邦出身で種族はミスラ。
生前は生活が貧乏で母親のために地道に魚を釣っていたが、魔法漁法を使用して家出した。
死後それを後悔していた。
グワナナ（Guwanana）
ウィンダス連邦出身で種族はタルタル。